# Liste des députés de la 59e législature du Royaume-Uni

Cet article dresse la liste des députés élus à la Chambre des communes pour la 59e législature du Royaume-Uni. Ces parlementaires sont élus lors des élections générales du 4 juillet 2024 dans 650 circonscriptions.

## Liste par circonscription

### Irlande du Nord
| Circonscription                            | Député sortant     | Député sortant | Député sortant | Député élu       | Député élu | Député élu  | Majorité |
| Circonscription                            | Nom                | Parti          | Parti          | Nom              | Parti      | Parti       | Majorité |
| ------------------------------------------ | ------------------ | -------------- | -------------- | ---------------- | ---------- | ----------- | -------- |
| Belfast East                               | Gavin Robinson     |                | DUP            | Gavin Robinson   |            | DUP         | 2 676    |
| Belfast North                              | John Finucane      |                | Sinn Féin      | John Finucane    |            | Sinn Féin   | 5 612    |
| Belfast South ⇒ Belfast South and Mid Down | Claire Hanna       |                | SDLP           | Claire Hanna     |            | SDLP        | 12 506   |
| Belfast West                               | Paul Maskey        |                | Sinn Féin      | Paul Maskey      |            | Sinn Féin   | 15 961   |
| East Antrim                                | Sammy Wilson       |                | DUP            | Sammy Wilson     |            | DUP         | 1 306    |
| East Londonderry                           | Gregory Campbell   |                | DUP            | Gregory Campbell |            | DUP         | 179      |
| Fermanagh and South Tyrone                 | Michelle Gildernew |                | Sinn Féin      | Pat Cullen       |            | Sinn Féin   | 4 571    |
| Foyle                                      | Colum Eastwood     |                | SDLP           | Colum Eastwood   |            | SDLP        | 4 166    |
| Lagan Valley                               | Jeffrey Donaldson  |                | Indépendant    | Sorcha Eastwood  |            | Alliance    | 2 959    |
| Mid Ulster                                 | Francie Molloy     |                | Sinn Féin      | Cathal Mallaghan |            | Sinn Féin   | 14 923   |
| Newry and Armagh                           | Mickey Brady       |                | Sinn Féin      | Dáire Hughes     |            | Sinn Féin   | 15 493   |
| North Antrim                               | Ian Paisley        |                | DUP            | Jim Allister     |            | TUV         | 450      |
| North Down                                 | Stephen Farry      |                | Alliance       | Alex Easton      |            | Indépendant | 7 305    |
| South Antrim                               | Paul Girvan        |                | DUP            | Robin Swann      |            | UUP         | 7 512    |
| South Down                                 | Chris Hazzard      |                | Sinn Féin      | Chris Hazzard    |            | Sinn Féin   | 9 280    |
| Strangford                                 | Jim Shannon        |                | DUP            | Jim Shannon      |            | DUP         | 5 131    |
| Upper Bann                                 | Carla Lockhart     |                | DUP            | Carla Lockhart   |            | DUP         | 7 406    |
| West Tyrone                                | Órfhlaith Begley   |                | Sinn Féin      | Órfhlaith Begley |            | Sinn Féin   | 15 917   |

### Pays de Galles
| Circonscription                         | Député sortant        | Député sortant        | Député sortant        | Député élu                | Député élu                | Député élu                | Majorité                  |
| Circonscription                         | Nom                   | Parti                 | Parti                 | Nom                       | Parti                     | Parti                     | Majorité                  |
| --------------------------------------- | --------------------- | --------------------- | --------------------- | ------------------------- | ------------------------- | ------------------------- | ------------------------- |
| Aberafan Maesteg                        | Circonscription créée | Circonscription créée | Circonscription créée | Stephen Kinnock           |                           | Travailliste              | 10 354                    |
| Aberavon                                | Stephen Kinnock       |                       | Travailliste          | Circonscription supprimée | Circonscription supprimée | Circonscription supprimée | Circonscription supprimée |
| Aberconwy                               | Robin Millar          |                       | Conservateur          | Circonscription supprimée | Circonscription supprimée | Circonscription supprimée | Circonscription supprimée |
| Alyn and Deeside                        | Mark Tami             |                       | Travailliste          | Mark Tami                 |                           | Travailliste              | 8 794                     |
| Arfon                                   | Hywel Williams        |                       | Plaid Cymru           | Circonscription supprimée | Circonscription supprimée | Circonscription supprimée | Circonscription supprimée |
| Bangor Aberconwy                        | Circonscription créée | Circonscription créée | Circonscription créée | Claire Hughes             |                           | Travailliste              | 4 896                     |
| Blaenau Gwent                           | Nick Smith            |                       | Travailliste          | Circonscription supprimée | Circonscription supprimée | Circonscription supprimée | Circonscription supprimée |
| Blaenau Gwent and Rhymney               | Circonscription créée | Circonscription créée | Circonscription créée | Nick Smith                |                           | Travailliste              | 12 183                    |
| Brecon and Radnorshire                  | Fay Jones             |                       | Conservateur          | Circonscription supprimée | Circonscription supprimée | Circonscription supprimée | Circonscription supprimée |
| Brecon, Radnor and Cwm Tawe             | Circonscription créée | Circonscription créée | Circonscription créée | David Chadwick            |                           | LibDem                    | 1 472                     |
| Bridgend                                | Jamie Wallis          |                       | Conservateur          | Chris Elmore              |                           | Travailliste              | 8 595                     |
| Caerfyrddin                             | Circonscription créée | Circonscription créée | Circonscription créée | Ann Davies                |                           | Plaid Cymru               | 4 535                     |
| Caerphilly                              | Wayne David           |                       | Travailliste          | Chris Evans               |                           | Travailliste Co-op        | 6 419                     |
| Cardiff Central                         | Jo Stevens            |                       | Travailliste          | Circonscription supprimée | Circonscription supprimée | Circonscription supprimée | Circonscription supprimée |
| Cardiff East                            | Circonscription créée | Circonscription créée | Circonscription créée | Jo Stevens                |                           | Travailliste              | 9 097                     |
| Cardiff North                           | Anna McMorrin         |                       | Travailliste          | Anna McMorrin             |                           | Travailliste              | 11 207                    |
| Cardiff South and Penarth               | Stephen Doughty       |                       | Travailliste Co-op    | Stephen Doughty           |                           | Travailliste Co-op        | 11 767                    |
| Cardiff West                            | Kevin Brennan         |                       | Travailliste          | Alex Barros-Curtis        |                           | Travailliste              | 7 019                     |
| Carmarthen East and Dinefwr             | Jonathan Edwards      |                       | Indépendant           | Circonscription supprimée | Circonscription supprimée | Circonscription supprimée | Circonscription supprimée |
| Carmarthen West and South Pembrokeshire | Simon Hart            |                       | Conservateur          | Circonscription supprimée | Circonscription supprimée | Circonscription supprimée | Circonscription supprimée |
| Ceredigion                              | Ben Lake              |                       | Plaid Cymru           | Circonscription supprimée | Circonscription supprimée | Circonscription supprimée | Circonscription supprimée |
| Ceredigion Preseli                      | Circonscription créée | Circonscription créée | Circonscription créée | Ben Lake                  |                           | Plaid Cymru               | 14 789                    |
| Clwyd East                              | Circonscription créée | Circonscription créée | Circonscription créée | Becky Gittins             |                           | Travailliste              | 4 622                     |
| Clwyd North                             | Circonscription créée | Circonscription créée | Circonscription créée | Gill German               |                           | Travailliste              | 1 196                     |
| Clwyd South                             | Simon Baynes          |                       | Conservateur          | Circonscription supprimée | Circonscription supprimée | Circonscription supprimée | Circonscription supprimée |
| Clwyd West                              | David Jones           |                       | Conservateur          | Circonscription supprimée | Circonscription supprimée | Circonscription supprimée | Circonscription supprimée |
| Cynon Valley                            | Beth Winter           |                       | Travailliste          | Circonscription supprimée | Circonscription supprimée | Circonscription supprimée | Circonscription supprimée |
| Delyn                                   | Rob Roberts           |                       | Indépendant           | Circonscription supprimée | Circonscription supprimée | Circonscription supprimée | Circonscription supprimée |
| Dwyfor Meirionnydd                      | Liz Saville Roberts   |                       | Plaid Cymru           | Liz Saville Roberts       |                           | Plaid Cymru               | 15 876                    |
| Gower                                   | Tonia Antoniazzi      |                       | Travailliste          | Tonia Antoniazzi          |                           | Travailliste              | 11 567                    |
| Islwyn                                  | Chris Evans           |                       | Travailliste Co-op    | Circonscription supprimée | Circonscription supprimée | Circonscription supprimée | Circonscription supprimée |
| Llanelli                                | Nia Griffith          |                       | Travailliste          | Nia Griffith              |                           | Travailliste              | 1 504                     |
| Merthyr Tydfil and Aberdare             | Circonscription créée | Circonscription créée | Circonscription créée | Gerald Jones              |                           | Travailliste              | 7 447                     |
| Merthyr Tydfil and Rhymney              | Gerald Jones          |                       | Travailliste          | Circonscription supprimée | Circonscription supprimée | Circonscription supprimée | Circonscription supprimée |
| Mid and South Pembrokeshire             | Circonscription créée | Circonscription créée | Circonscription créée | Henry Tufnell             |                           | Travailliste              | 1 878                     |
| Monmouth                                | David Davies          |                       | Conservateur          | Circonscription supprimée | Circonscription supprimée | Circonscription supprimée | Circonscription supprimée |
| Monmouthshire                           | Circonscription créée | Circonscription créée | Circonscription créée | Catherine Fookes          |                           | Travailliste              | 3 338                     |
| Montgomeryshire                         | Craig Williams        |                       | Conservateur          | Circonscription supprimée | Circonscription supprimée | Circonscription supprimée | Circonscription supprimée |
| Montgomeryshire and Glyndŵr             | Circonscription créée | Circonscription créée | Circonscription créée | Steve Witherden           |                           | Travailliste              | 3 815                     |
| Neath                                   | Christina Rees        |                       | Travailliste Co-op    | Circonscription supprimée | Circonscription supprimée | Circonscription supprimée | Circonscription supprimée |
| Neath and Swansea East                  | Circonscription créée | Circonscription créée | Circonscription créée | Carolyn Harris            |                           | Travailliste              | 6 627                     |
| Newport East                            | Jessica Morden        |                       | Travailliste          | Jessica Morden            |                           | Travailliste              | 9 009                     |
| Newport West                            | Ruth Jones            |                       | Travailliste          | Circonscription supprimée | Circonscription supprimée | Circonscription supprimée | Circonscription supprimée |
| Newport West and Islwyn                 | Circonscription créée | Circonscription créée | Circonscription créée | Ruth Jones                |                           | Travailliste              | 8 868                     |
| Ogmore                                  | Chris Elmore          |                       | Travailliste          | Circonscription supprimée | Circonscription supprimée | Circonscription supprimée | Circonscription supprimée |
| Pontypridd                              | Alex Davies-Jones     |                       | Travailliste          | Alex Davies-Jones         |                           | Travailliste              | 8 402                     |
| Preseli Pembrokeshire                   | Stephen Crabb         |                       | Conservateur          | Circonscription supprimée | Circonscription supprimée | Circonscription supprimée | Circonscription supprimée |
| Rhondda                                 | Chris Bryant          |                       | Travailliste          | Circonscription supprimée | Circonscription supprimée | Circonscription supprimée | Circonscription supprimée |
| Rhondda and Ogmore                      | Circonscription créée | Circonscription créée | Circonscription créée | Chris Bryant              |                           | Travailliste              | 7 790                     |
| Swansea East                            | Carolyn Harris        |                       | Travailliste          | Circonscription supprimée | Circonscription supprimée | Circonscription supprimée | Circonscription supprimée |
| Swansea West                            | Geraint Davies        |                       | Indépendant           | Torsten Bell              |                           | Travailliste              | 8 515                     |
| Torfaen                                 | Nick Thomas-Symonds   |                       | Travailliste          | Nick Thomas-Symonds       |                           | Travailliste              | 7 322                     |
| Vale of Clwyd                           | James Davies          |                       | Conservateur          | Circonscription supprimée | Circonscription supprimée | Circonscription supprimée | Circonscription supprimée |
| Vale of Glamorgan                       | Alun Cairns           |                       | Conservateur          | Kanishka Narayan          |                           | Travailliste              | 4 216                     |
| Wrexham                                 | Sarah Atherton        |                       | Conservateur          | Andrew Ranger             |                           | Travailliste              | 5 948                     |
| Ynys Môn                                | Virginia Crosbie      |                       | Conservateur          | Llinos Medi               |                           | Plaid Cymru               | 5 637                     |

### Écosse
| Circonscription                                       | Député sortant         | Député sortant        | Député sortant        | Député élu                | Député élu                | Député élu                | Majorité                  |
| Circonscription                                       | Nom                    | Parti                 | Parti                 | Nom                       | Parti                     | Parti                     | Majorité                  |
| ----------------------------------------------------- | ---------------------- | --------------------- | --------------------- | ------------------------- | ------------------------- | ------------------------- | ------------------------- |
| Aberdeen North                                        | Kirsty Blackman        |                       | SNP                   | Kirsty Blackman           |                           | SNP                       | 1 760                     |
| Aberdeen South                                        | Stephen Flynn          |                       | SNP                   | Stephen Flynn             |                           | SNP                       | 3 458                     |
| Aberdeenshire North and Moray East                    | Circonscription créée  | Circonscription créée | Circonscription créée | Seamus Logan              |                           | SNP                       | 942                       |
| Airdrie and Shotts                                    | Anum Qaisar-Javed      |                       | SNP                   | Kenneth Stevenson         |                           | Travailliste              | 7 547                     |
| Alloa and Grangemouth                                 | Circonscription créée  | Circonscription créée | Circonscription créée | Brian Leishman            |                           | Travailliste              | 6 122                     |
| Angus                                                 | Dave Doogan            |                       | SNP                   | Circonscription supprimée | Circonscription supprimée | Circonscription supprimée | Circonscription supprimée |
| Angus and Perthshire Glens                            | Circonscription créée  | Circonscription créée | Circonscription créée | Dave Doogan               |                           | SNP                       | 4 870                     |
| Arbroath and Broughty Ferry                           | Circonscription créée  | Circonscription créée | Circonscription créée | Stephen Gethins           |                           | SNP                       | 859                       |
| Argyll and Bute                                       | Brendan O'Hara         |                       | SNP                   | Circonscription supprimée | Circonscription supprimée | Circonscription supprimée | Circonscription supprimée |
| Argyll, Bute and South Lochaber                       | Circonscription créée  | Circonscription créée | Circonscription créée | Brendan O'Hara            |                           | SNP                       | 6 232                     |
| Ayr, Carrick and Cumnock                              | Allan Dorans           |                       | SNP                   | Elaine Stewart            |                           | Travailliste              | 4 154                     |
| Banff and Buchan                                      | David Duguid           |                       | Conservateur          | Circonscription supprimée | Circonscription supprimée | Circonscription supprimée | Circonscription supprimée |
| Bathgate and Linlithgow                               | Circonscription créée  | Circonscription créée | Circonscription créée | Kirsteen Sullivan         |                           | Travailliste Co-op        | 8 323                     |
| Berwickshire, Roxburgh and Selkirk                    | John Lamont            |                       | Conservateur          | John Lamont               |                           | Conservateur              | 6 599                     |
| Caithness, Sutherland and Easter Ross                 | Jamie Stone            |                       | LibDem                | Jamie Stone               |                           | LibDem                    | 10 489                    |
| Central Ayrshire                                      | Philippa Whitford      |                       | SNP                   | Alan Gemmell              |                           | Travailliste              | 6 869                     |
| Coatbridge, Chryston and Bellshill                    | Steven Bonnar          |                       | SNP                   | Circonscription supprimée | Circonscription supprimée | Circonscription supprimée | Circonscription supprimée |
| Coatbridge and Bellshill                              | Circonscription créée  | Circonscription créée | Circonscription créée | Frank McNally             |                           | Travailliste              | 6 344                     |
| Cumbernauld, Kilsyth and Kirkintilloch East           | Stuart McDonald        |                       | SNP                   | Circonscription supprimée | Circonscription supprimée | Circonscription supprimée | Circonscription supprimée |
| Cumbernauld and Kirkintilloch                         | Circonscription créée  | Circonscription créée | Circonscription créée | Katrina Murray            |                           | Travailliste              | 4 144                     |
| Dumfries and Galloway                                 | Alister Jack           |                       | Conservateur          | John Cooper               |                           | Conservateur              | 930                       |
| Dumfriesshire, Clydesdale and Tweeddale               | David Mundell          |                       | Conservateur          | David Mundell             |                           | Conservateur              | 4 242                     |
| Dundee Central                                        | Circonscription créée  | Circonscription créée | Circonscription créée | Chris Law                 |                           | SNP                       | 675                       |
| Dundee East                                           | Stewart Hosie          |                       | SNP                   | Circonscription supprimée | Circonscription supprimée | Circonscription supprimée | Circonscription supprimée |
| Dundee West                                           | Chris Law              |                       | SNP                   | Circonscription supprimée | Circonscription supprimée | Circonscription supprimée | Circonscription supprimée |
| Dunfermline and West Fife                             | Douglas Chapman        |                       | SNP                   | Circonscription supprimée | Circonscription supprimée | Circonscription supprimée | Circonscription supprimée |
| Dunfermline and Dollar                                | Circonscription créée  | Circonscription créée | Circonscription créée | Graeme Downie             |                           | Travailliste              | 8 241                     |
| East Dunbartonshire                                   | Amy Callaghan          |                       | SNP                   | Circonscription supprimée | Circonscription supprimée | Circonscription supprimée | Circonscription supprimée |
| East Kilbride, Strathaven and Lesmahagow              | Lisa Cameron           |                       | Conservateur          | Circonscription supprimée | Circonscription supprimée | Circonscription supprimée | Circonscription supprimée |
| East Kilbride and Strathaven                          | Circonscription créée  | Circonscription créée | Circonscription créée | Joani Reid                |                           | Travailliste              | 9 057                     |
| East Lothian ⇒ Lothian East                           | Kenny MacAskill        |                       | Alba Party            | Douglas Alexander         |                           | Travailliste Co-op        | 13 265                    |
| East Renfrewshire                                     | Kirsten Oswald         |                       | SNP                   | Blair McDougall           |                           | Travailliste              | 8 421                     |
| Edinburgh East                                        | Tommy Sheppard         |                       | SNP                   | Circonscription supprimée | Circonscription supprimée | Circonscription supprimée | Circonscription supprimée |
| Edinburgh East and Musselburgh                        | Circonscription créée  | Circonscription créée | Circonscription créée | Chris Murray              |                           | Travailliste              | 3 715                     |
| Edinburgh North and Leith                             | Deidre Brock           |                       | SNP                   | Tracy Gilbert             |                           | Travailliste              | 7 268                     |
| Edinburgh South                                       | Ian Murray             |                       | Travailliste          | Ian Murray                |                           | Travailliste              | 17 251                    |
| Edinburgh South West                                  | Joanna Cherry          |                       | SNP                   | Scott Arthur              |                           | Travailliste              | 6 217                     |
| Edinburgh West                                        | Christine Jardine      |                       | LibDem                | Christine Jardine         |                           | LibDem                    | 16 470                    |
| Falkirk                                               | John McNally           |                       | SNP                   | Euan Stainbank            |                           | Travailliste              | 4 996                     |
| Glasgow Central                                       | Alison Thewliss        |                       | SNP                   | Circonscription supprimée | Circonscription supprimée | Circonscription supprimée | Circonscription supprimée |
| Glasgow East                                          | David Linden           |                       | SNP                   | John Grady                |                           | Travailliste              | 3 784                     |
| Glasgow North                                         | Patrick Grady          |                       | SNP                   | Martin Rhodes             |                           | Travailliste              | 3 539                     |
| Glasgow North East                                    | Anne McLaughlin        |                       | SNP                   | Maureen Burke             |                           | Travailliste              | 4 637                     |
| Glasgow North West                                    | Carol Monaghan         |                       | SNP                   | Circonscription supprimée | Circonscription supprimée | Circonscription supprimée | Circonscription supprimée |
| Glasgow South                                         | Stuart McDonald        |                       | SNP                   | Gordon McKee              |                           | Travailliste              | 4 154                     |
| Glasgow South West                                    | Chris Stephens         |                       | SNP                   | Zubir Ahmed               |                           | Travailliste              | 3 285                     |
| Glasgow West                                          | Circonscription créée  | Circonscription créée | Circonscription créée | Patricia Ferguson         |                           | Travailliste              | 6 446                     |
| Glenrothes                                            | Peter Grant            |                       | SNP                   | Circonscription supprimée | Circonscription supprimée | Circonscription supprimée | Circonscription supprimée |
| Glenrothes and Mid Fife                               | Circonscription créée  | Circonscription créée | Circonscription créée | Richard Baker             |                           | Travailliste              | 2 954                     |
| Gordon                                                | Richard Thomson        |                       | SNP                   | Circonscription supprimée | Circonscription supprimée | Circonscription supprimée | Circonscription supprimée |
| Gordon and Buchan                                     | Circonscription créée  | Circonscription créée | Circonscription créée | Harriet Cross             |                           | Conservateur              | 878                       |
| Hamilton and Clyde Valley                             | Circonscription créée  | Circonscription créée | Circonscription créée | Imogen Walker             |                           | Travailliste              | 9 472                     |
| Inverclyde                                            | Ronnie Cowan           |                       | SNP                   | Circonscription supprimée | Circonscription supprimée | Circonscription supprimée | Circonscription supprimée |
| Inverclyde and Renfrewshire West                      | Circonscription créée  | Circonscription créée | Circonscription créée | Martin McCluskey          |                           | Travailliste              | 6 371                     |
| Inverness, Nairn, Badenoch and Strathspey             | Drew Hendry            |                       | SNP                   | Circonscription supprimée | Circonscription supprimée | Circonscription supprimée | Circonscription supprimée |
| Inverness, Skye and West Ross-shire                   | Circonscription créée  | Circonscription créée | Circonscription créée | Angus MacDonald           |                           | LibDem                    | 2 160                     |
| Kilmarnock and Loudoun                                | Alan Brown             |                       | SNP                   | Lillian Jones             |                           | Travailliste              | 5 119                     |
| Kirkcaldy and Cowdenbeath ⇒ Cowdenbeath and Kirkcaldy | Neale Hanvey           |                       | Alba Party            | Melanie Ward              |                           | Travailliste              | 7 248                     |
| Lanark and Hamilton East                              | Angela Crawley         |                       | SNP                   | Circonscription supprimée | Circonscription supprimée | Circonscription supprimée | Circonscription supprimée |
| Linlithgow and East Falkirk                           | Martyn Day             |                       | SNP                   | Circonscription supprimée | Circonscription supprimée | Circonscription supprimée | Circonscription supprimée |
| Livingston                                            | Hannah Bardell         |                       | SNP                   | Gregor Poynton            |                           | Travailliste              | 3 528                     |
| Mid Dunbartonshire                                    | Circonscription créée  | Circonscription créée | Circonscription créée | Susan Murray              |                           | LibDem                    | 9 673                     |
| Midlothian                                            | Owen Thompson          |                       | SNP                   | Kirsty McNeill            |                           | Travailliste Co-op        | 8 167                     |
| Moray                                                 | Douglas Ross           |                       | Conservateur          | Circonscription supprimée | Circonscription supprimée | Circonscription supprimée | Circonscription supprimée |
| Moray West, Nairn and Strathspey                      | Circonscription créée  | Circonscription créée | Circonscription créée | Graham Leadbitter         |                           | SNP                       | 1 001                     |
| Motherwell and Wishaw                                 | Marion Fellows         |                       | SNP                   | Circonscription supprimée | Circonscription supprimée | Circonscription supprimée | Circonscription supprimée |
| Motherwell, Wishaw and Carluke                        | Circonscription créée  | Circonscription créée | Circonscription créée | Pamela Nash               |                           | Travailliste              | 7 085                     |
| Na h-Eileanan an Iar                                  | Angus MacNeil          |                       | Indépendant           | Torcuil Crichton          |                           | Travailliste              | 3 836                     |
| North Ayrshire and Arran                              | Patricia Gibson        |                       | SNP                   | Irene Campbell            |                           | Travailliste              | 3 551                     |
| North East Fife                                       | Wendy Chamberlain      |                       | LibDem                | Wendy Chamberlain         |                           | LibDem                    | 13 479                    |
| Ochil and South Perthshire                            | John Nicolson          |                       | SNP                   | Circonscription supprimée | Circonscription supprimée | Circonscription supprimée | Circonscription supprimée |
| Orkney and Shetland                                   | Alistair Carmichael    |                       | LibDem                | Alistair Carmichael       |                           | LibDem                    | 7 807                     |
| Paisley and Renfrewshire North                        | Gavin Newlands         |                       | SNP                   | Alison Taylor             |                           | Travailliste              | 6 333                     |
| Paisley and Renfrewshire South                        | Mhairi Black           |                       | SNP                   | Johanna Baxter            |                           | Travailliste              | 6 527                     |
| Perth and North Perthshire                            | Pete Wishart           |                       | SNP                   | Circonscription supprimée | Circonscription supprimée | Circonscription supprimée | Circonscription supprimée |
| Perth and Kinross-shire                               | Circonscription créée  | Circonscription créée | Circonscription créée | Pete Wishart              |                           | SNP                       | 4 127                     |
| Ross, Skye and Lochaber                               | Ian Blackford          |                       | SNP                   | Circonscription supprimée | Circonscription supprimée | Circonscription supprimée | Circonscription supprimée |
| Rutherglen                                            | Circonscription créée  | Circonscription créée | Circonscription créée | Michael Shanks            |                           | Travailliste              | 8 767                     |
| Rutherglen and Hamilton West                          | Michael Shanks         |                       | Travailliste          | Circonscription supprimée | Circonscription supprimée | Circonscription supprimée | Circonscription supprimée |
| Stirling                                              | Alyn Smith             |                       | SNP                   | Circonscription supprimée | Circonscription supprimée | Circonscription supprimée | Circonscription supprimée |
| Stirling and Strathallan                              | Circonscription créée  | Circonscription créée | Circonscription créée | Chris Kane                |                           | Travailliste              | 1 394                     |
| West Aberdeenshire and Kincardine                     | Andrew Bowie           |                       | Conservateur          | Andrew Bowie              |                           | Conservateur              | 3 441                     |
| West Dunbartonshire                                   | Martin Docherty-Hughes |                       | SNP                   | Douglas McAllister        |                           | Travailliste              | 6 010                     |

### Angleterre

#### Est
| Circonscription                                         | Député sortant        | Député sortant        | Député sortant        | Député elu                | Député elu                | Député elu                | Majorité                  |
| Circonscription                                         | Nom                   | Parti                 | Parti                 | Nom                       | Parti                     | Parti                     | Majorité                  |
| ------------------------------------------------------- | --------------------- | --------------------- | --------------------- | ------------------------- | ------------------------- | ------------------------- | ------------------------- |
| Basildon and Billericay                                 | John Baron            |                       | Conservateur          | Richard Holden            |                           | Conservateur              | 20                        |
| Bedford                                                 | Mohammad Yasin        |                       | Travailliste          | Mohammad Yasin            |                           | Travailliste              | 9 430                     |
| Braintree                                               | James Cleverly        |                       | Conservateur          | James Cleverly            |                           | Conservateur              | 3 670                     |
| Brentwood and Ongar                                     | Alex Burghart         |                       | Conservateur          | Alex Burghart             |                           | Conservateur              | 5 980                     |
| Broadland                                               | Jerome Mayhew         |                       | Conservateur          | Circonscription supprimée | Circonscription supprimée | Circonscription supprimée | Circonscription supprimée |
| Broadland and Fakenham                                  | Circonscription créée | Circonscription créée | Circonscription créée | Jerome Mayhew             |                           | Conservateur              | 719                       |
| Broxbourne                                              | Charles Walker        |                       | Conservateur          | Lewis Cocking             |                           | Conservateur              | 2 858                     |
| Bury St Edmunds                                         | Jo Churchill          |                       | Conservateur          | Circonscription supprimée | Circonscription supprimée | Circonscription supprimée | Circonscription supprimée |
| Bury St Edmunds and Stowmarket                          | Circonscription créée | Circonscription créée | Circonscription créée | Peter Prinsley            |                           | Travailliste              | 1 452                     |
| Cambridge                                               | Daniel Zeichner       |                       | Travailliste          | Daniel Zeichner           |                           | Travailliste              | 11 078                    |
| Castle Point                                            | Rebecca Harris        |                       | Conservateur          | Rebecca Harris            |                           | Conservateur              | 3 251                     |
| Central Suffolk and North Ipswich                       | Dan Poulter           |                       | Travailliste          | Patrick Spencer           |                           | Conservateur              | 4 290                     |
| Chelmsford                                              | Vicky Ford            |                       | Conservateur          | Marie Goldman             |                           | LibDem                    | 4 753                     |
| Clacton                                                 | Giles Watling         |                       | Conservateur          | Nigel Farage              |                           | Reform UK                 | 8 405                     |
| Colchester                                              | Will Quince           |                       | Conservateur          | Pam Cox                   |                           | Travailliste              | 8 250                     |
| Dunstable and Leighton Buzzard                          | Circonscription créée | Circonscription créée | Circonscription créée | Alex Mayer                |                           | Travailliste              | 667                       |
| Ely and East Cambridgeshire                             | Circonscription créée | Circonscription créée | Circonscription créée | Charlotte Cane            |                           | LibDem                    | 495                       |
| Epping Forest                                           | Eleanor Laing         |                       | Conservateur          | Neil Hudson               |                           | Conservateur              | 5 682                     |
| Great Yarmouth                                          | Brandon Lewis         |                       | Conservateur          | Rupert Lowe               |                           | Reform UK                 | 1 426                     |
| Harlow                                                  | Robert Halfon         |                       | Conservateur          | Chris Vince               |                           | Travailliste Co-op        | 2 504                     |
| Harpenden and Berkhamsted                               | Circonscription créée | Circonscription créée | Circonscription créée | Victoria Collins          |                           | LibDem                    | 10 708                    |
| Harwich and North Essex                                 | Bernard Jenkin        |                       | Conservateur          | Bernard Jenkin            |                           | Conservateur              | 1 162                     |
| Hemel Hempstead                                         | Mike Penning          |                       | Conservateur          | David Taylor              |                           | Travailliste              | 4 857                     |
| Hertford and Stortford                                  | Julie Marson          |                       | Conservateur          | Josh Dean                 |                           | Travailliste              | 4 748                     |
| Hertsmere                                               | Oliver Dowden         |                       | Conservateur          | Oliver Dowden             |                           | Conservateur              | 7 992                     |
| Hitchin                                                 | Circonscription créée | Circonscription créée | Circonscription créée | Alistair Strathern        |                           | Travailliste              | 8 109                     |
| Hitchin and Harpenden                                   | Bim Afolami           |                       | Conservateur          | Circonscription supprimée | Circonscription supprimée | Circonscription supprimée | Circonscription supprimée |
| Huntingdon                                              | Jonathan Djanogly     |                       | Conservateur          | Ben Obese-Jecty           |                           | Conservateur              | 1 499                     |
| Ipswich                                                 | Tom Hunt              |                       | Conservateur          | Jack Abbott               |                           | Travailliste Co-op        | 7 403                     |
| Lowestoft                                               | Circonscription créée | Circonscription créée | Circonscription créée | Jess Asato                |                           | Travailliste              | 2 016                     |
| Luton North                                             | Sarah Owen            |                       | Travailliste          | Sarah Owen                |                           | Travailliste              | 7 510                     |
| Luton South                                             | Rachel Hopkins        |                       | Travailliste          | Circonscription supprimée | Circonscription supprimée | Circonscription supprimée | Circonscription supprimée |
| Luton South and South Bedfordshire                      | Circonscription créée | Circonscription créée | Circonscription créée | Rachel Hopkins            |                           | Travailliste              | 6 858                     |
| Maldon                                                  | John Whittingdale     |                       | Conservateur          | John Whittingdale         |                           | Conservateur              | 6 906                     |
| Mid Bedfordshire                                        | Alistair Strathern    |                       | Travailliste          | Blake Stephenson          |                           | Conservateur              | 1 321                     |
| Mid Norfolk                                             | George Freeman        |                       | Conservateur          | George Freeman            |                           | Conservateur              | 3 054                     |
| North Bedfordshire                                      | Circonscription créée | Circonscription créée | Circonscription créée | Richard Fuller            |                           | Conservateur              | 5 414                     |
| North East Bedfordshire                                 | Richard Fuller        |                       | Conservateur          | Circonscription supprimée | Circonscription supprimée | Circonscription supprimée | Circonscription supprimée |
| North East Cambridgeshire                               | Stephen Barclay       |                       | Conservateur          | Stephen Barclay           |                           | Conservateur              | 7 189                     |
| North East Hertfordshire                                | Oliver Heald          |                       | Conservateur          | Chris Hinchliff           |                           | Travailliste              | 1 923                     |
| North Norfolk                                           | Duncan Baker          |                       | Conservateur          | Steff Aquarone            |                           | LibDem                    | 2 585                     |
| North West Cambridgeshire                               | Shailesh Vara         |                       | Conservateur          | Sam Carling               |                           | Travailliste              | 39                        |
| North West Essex                                        | Circonscription créée | Circonscription créée | Circonscription créée | Kemi Badenoch             |                           | Conservateur              | 2 610                     |
| North West Norfolk                                      | James Wild            |                       | Conservateur          | James Wild                |                           | Conservateur              | 4 954                     |
| Norwich North                                           | Chloe Smith           |                       | Conservateur          | Alice Macdonald           |                           | Travailliste Co-op        | 10 850                    |
| Norwich South                                           | Clive Lewis           |                       | Travailliste          | Clive Lewis               |                           | Travailliste              | 13 239                    |
| Peterborough                                            | Paul Bristow          |                       | Conservateur          | Andrew Pakes              |                           | Travailliste Co-op        | 118                       |
| Rayleigh and Wickford                                   | Mark Francois         |                       | Conservateur          | Mark Francois             |                           | Conservateur              | 5 621                     |
| Rochford and Southend East ⇒ Southend East and Rochford | James Duddridge       |                       | Conservateur          | Bayo Alaba                |                           | Travailliste              | 4 027                     |
| Saffron Walden                                          | Kemi Badenoch         |                       | Conservateur          | Circonscription supprimée | Circonscription supprimée | Circonscription supprimée | Circonscription supprimée |
| South Basildon and East Thurrock                        | Stephen Metcalfe      |                       | Conservateur          | James McMurdock           |                           | Reform UK                 | 98                        |
| South Cambridgeshire                                    | Anthony Browne        |                       | Conservateur          | Pippa Heylings            |                           | LibDem                    | 10 641                    |
| South East Cambridgeshire                               | Lucy Frazer           |                       | Conservateur          | Circonscription supprimée | Circonscription supprimée | Circonscription supprimée | Circonscription supprimée |
| South Norfolk                                           | Richard Bacon         |                       | Conservateur          | Ben Goldsborough          |                           | Travailliste              | 2 826                     |
| South Suffolk                                           | James Cartlidge       |                       | Conservateur          | James Cartlidge           |                           | Conservateur              | 3 047                     |
| South West Bedfordshire                                 | Andrew Selous         |                       | Conservateur          | Circonscription supprimée | Circonscription supprimée | Circonscription supprimée | Circonscription supprimée |
| South West Hertfordshire                                | Gagan Mohindra        |                       | Conservateur          | Gagan Mohindra            |                           | Conservateur              | 4 456                     |
| South West Norfolk                                      | Liz Truss             |                       | Conservateur          | Terry Jermy               |                           | Travailliste              | 630                       |
| Southend West                                           | Anna Firth            |                       | Conservateur          | Circonscription supprimée | Circonscription supprimée | Circonscription supprimée | Circonscription supprimée |
| Southend West and Leigh                                 | Circonscription créée | Circonscription créée | Circonscription créée | David Burton-Sampson      |                           | Travailliste              | 1 949                     |
| St Albans                                               | Daisy Cooper          |                       | LibDem                | Daisy Cooper              |                           | LibDem                    | 19 834                    |
| St Neots and Mid Cambridgeshire                         | Circonscription créée | Circonscription créée | Circonscription créée | Ian Sollom                |                           | LibDem                    | 4 621                     |
| Stevenage                                               | Stephen McPartland    |                       | Conservateur          | Kevin Bonavia             |                           | Travailliste              | 6 618                     |
| Suffolk Coastal                                         | Thérèse Coffey        |                       | Conservateur          | Jenny Riddell-Carpenter   |                           | Travailliste              | 1 070                     |
| Thurrock                                                | Jackie Doyle-Price    |                       | Conservateur          | Jen Craft                 |                           | Travailliste              | 6 474                     |
| Watford                                                 | Dean Russell          |                       | Conservateur          | Matt Turmaine             |                           | Travailliste              | 4 723                     |
| Waveney                                                 | Peter Aldous          |                       | Conservateur          | Circonscription supprimée | Circonscription supprimée | Circonscription supprimée | Circonscription supprimée |
| Waveney Valley                                          | Circonscription créée | Circonscription créée | Circonscription créée | Adrian Ramsay             |                           | Parti vert                | 5 593                     |
| Welwyn Hatfield                                         | Grant Shapps          |                       | Conservateur          | Andrew Lewin              |                           | Travailliste              | 3 799                     |
| West Suffolk                                            | Matt Hancock          |                       | Conservateur          | Nick Timothy              |                           | Conservateur              | 3 247                     |
| Witham                                                  | Priti Patel           |                       | Conservateur          | Priti Patel               |                           | Conservateur              | 5 145                     |

#### Londres
| Circonscription                   | Député sortant        | Député sortant        | Député sortant        | Député elu                | Député elu                | Député elu                | Majorité                  |
| Circonscription                   | Nom                   | Parti                 | Parti                 | Nom                       | Parti                     | Parti                     | Majorité                  |
| --------------------------------- | --------------------- | --------------------- | --------------------- | ------------------------- | ------------------------- | ------------------------- | ------------------------- |
| Barking                           | Margaret Hodge        |                       | Travailliste          | Nesil Caliskan            |                           | Travailliste              | 11 054                    |
| Battersea                         | Marsha de Cordova     |                       | Travailliste          | Marsha de Cordova         |                           | Travailliste              | 12 039                    |
| Beckenham                         | Bob Stewart           |                       | Conservateur          | Circonscription supprimée | Circonscription supprimée | Circonscription supprimée | Circonscription supprimée |
| Beckenham and Penge               | Circonscription créée | Circonscription créée | Circonscription créée | Liam Conlon               |                           | Travailliste              | 12 905                    |
| Bermondsey and Old Southwark      | Neil Coyle            |                       | Travailliste          | Neil Coyle                |                           | Travailliste              | 7 787                     |
| Bethnal Green and Bow             | Rushanara Ali         |                       | Travailliste          | Circonscription supprimée | Circonscription supprimée | Circonscription supprimée | Circonscription supprimée |
| Bethnal Green and Stepney         | Circonscription créée | Circonscription créée | Circonscription créée | Rushanara Ali             |                           | Travailliste              | 1 689                     |
| Bexleyheath and Crayford          | David Evennett        |                       | Conservateur          | Daniel Francis            |                           | Travailliste              | 2 114                     |
| Brent Central                     | Dawn Butler           |                       | Travailliste          | Circonscription supprimée | Circonscription supprimée | Circonscription supprimée | Circonscription supprimée |
| Brent East                        | Circonscription créée | Circonscription créée | Circonscription créée | Dawn Butler               |                           | Travailliste              | 13 047                    |
| Brent North                       | Barry Gardiner        |                       | Travailliste          | Circonscription supprimée | Circonscription supprimée | Circonscription supprimée | Circonscription supprimée |
| Brent West                        | Circonscription créée | Circonscription créée | Circonscription créée | Barry Gardiner            |                           | Travailliste              | 3 793                     |
| Brentford and Isleworth           | Ruth Cadbury          |                       | Travailliste          | Ruth Cadbury              |                           | Travailliste              | 9 824                     |
| Bromley and Biggin Hill           | Circonscription créée | Circonscription créée | Circonscription créée | Peter Fortune             |                           | Conservateur              | 302                       |
| Bromley and Chislehurst           | Robert Neill          |                       | Conservateur          | Circonscription supprimée | Circonscription supprimée | Circonscription supprimée | Circonscription supprimée |
| Camberwell and Peckham            | Harriet Harman        |                       | Travailliste          | Circonscription supprimée | Circonscription supprimée | Circonscription supprimée | Circonscription supprimée |
| Carshalton and Wallington         | Elliot Colburn        |                       | Conservateur          | Bobby Dean                |                           | LibDem                    | 7 905                     |
| Chelsea and Fulham                | Greg Hands            |                       | Conservateur          | Ben Coleman               |                           | Travailliste              | 152                       |
| Chingford and Woodford Green      | Iain Duncan Smith     |                       | Conservateur          | Iain Duncan Smith         |                           | Conservateur              | 4 757                     |
| Chipping Barnet                   | Theresa Villiers      |                       | Conservateur          | Dan Tomlinson             |                           | Travailliste              | 2 914                     |
| Cities of London and Westminster  | Nickie Aiken          |                       | Conservateur          | Rachel Blake              |                           | Travailliste Co-op        | 2 708                     |
| Clapham and Brixton Hill          | Circonscription créée | Circonscription créée | Circonscription créée | Bell Ribeiro-Addy         |                           | Travailliste              | 18 005                    |
| Croydon Central                   | Sarah Jones           |                       | Travailliste          | Circonscription supprimée | Circonscription supprimée | Circonscription supprimée | Circonscription supprimée |
| Croydon East                      | Circonscription créée | Circonscription créée | Circonscription créée | Natasha Irons             |                           | Travailliste              | 6 825                     |
| Croydon North                     | Steve Reed            |                       | Travailliste Co-op    | Circonscription supprimée | Circonscription supprimée | Circonscription supprimée | Circonscription supprimée |
| Croydon South                     | Chris Philp           |                       | Conservateur          | Chris Philp               |                           | Conservateur              | 2 313                     |
| Croydon West                      | Circonscription créée | Circonscription créée | Circonscription créée | Sarah Jones               |                           | Travailliste              | 14 226                    |
| Dagenham and Rainham              | Jon Cruddas           |                       | Travailliste          | Margaret Mullane          |                           | Travailliste              | 7 173                     |
| Dulwich and West Norwood          | Helen Hayes           |                       | Travailliste          | Helen Hayes               |                           | Travailliste              | 18 789                    |
| Ealing Central and Acton          | Rupa Huq              |                       | Travailliste          | Rupa Huq                  |                           | Travailliste              | 13 995                    |
| Ealing North                      | James Murray          |                       | Travailliste Co-op    | James Murray              |                           | Travailliste Co-op        | 12 519                    |
| Ealing Southall                   | Virendra Sharma       |                       | Travailliste          | Deirdre Costigan          |                           | Travailliste              | 15 793                    |
| East Ham                          | Stephen Timms         |                       | Travailliste          | Stephen Timms             |                           | Travailliste              | 12 863                    |
| Edmonton                          | Kate Osamor           |                       | Travailliste Co-op    | Circonscription supprimée | Circonscription supprimée | Circonscription supprimée | Circonscription supprimée |
| Edmonton and Winchmore Hill       | Circonscription créée | Circonscription créée | Circonscription créée | Kate Osamor               |                           | Travailliste Co-op        | 12 632                    |
| Eltham                            | Clive Efford          |                       | Travailliste          | Circonscription supprimée | Circonscription supprimée | Circonscription supprimée | Circonscription supprimée |
| Eltham and Chislehurst            | Circonscription créée | Circonscription créée | Circonscription créée | Clive Efford              |                           | Travailliste              | 8 429                     |
| Enfield North                     | Feryal Clark          |                       | Travailliste          | Feryal Clark              |                           | Travailliste              | 12 736                    |
| Enfield, Southgate                | Bambos Charalambous   |                       | Travailliste          | Circonscription supprimée | Circonscription supprimée | Circonscription supprimée | Circonscription supprimée |
| Erith and Thamesmead              | Abena Oppong-Asare    |                       | Travailliste          | Abena Oppong-Asare        |                           | Travailliste              | 16 302                    |
| Feltham and Heston                | Seema Malhotra        |                       | Travailliste Co-op    | Seema Malhotra            |                           | Travailliste Co-op        | 7 944                     |
| Finchley and Golders Green        | Mike Freer            |                       | Conservateur          | Sarah Sackman             |                           | Travailliste              | 4 581                     |
| Greenwich and Woolwich            | Matthew Pennycook     |                       | Travailliste          | Matthew Pennycook         |                           | Travailliste              | 18 366                    |
| Hackney North and Stoke Newington | Diane Abbott          |                       | Travailliste          | Diane Abbott              |                           | Travailliste              | 15 080                    |
| Hackney South and Shoreditch      | Meg Hillier           |                       | Travailliste Co-op    | Meg Hillier               |                           | Travailliste Co-op        | 14 737                    |
| Hammersmith                       | Andy Slaughter        |                       | Travailliste          | Circonscription supprimée | Circonscription supprimée | Circonscription supprimée | Circonscription supprimée |
| Hammersmith and Chiswick          | Circonscription créée | Circonscription créée | Circonscription créée | Andy Slaughter            |                           | Travailliste              | 15 290                    |
| Hampstead and Highgate            | Circonscription créée | Circonscription créée | Circonscription créée | Tulip Siddiq              |                           | Travailliste              | 14 970                    |
| Hampstead and Kilburn             | Tulip Siddiq          |                       | Travailliste          | Circonscription supprimée | Circonscription supprimée | Circonscription supprimée | Circonscription supprimée |
| Harrow East                       | Bob Blackman          |                       | Conservateur          | Bob Blackman              |                           | Conservateur              | 11 680                    |
| Harrow West                       | Gareth Thomas         |                       | Travailliste Co-op    | Gareth Thomas             |                           | Travailliste Co-op        | 6 642                     |
| Hayes and Harlington              | John McDonnell        |                       | Travailliste          | John McDonnell            |                           | Travailliste              | 12 031                    |
| Hendon                            | Matthew Offord        |                       | Conservateur          | David Pinto-Duschinsky    |                           | Travailliste              | 15                        |
| Holborn and St Pancras            | Keir Starmer          |                       | Travailliste          | Keir Starmer              |                           | Travailliste              | 11 572                    |
| Hornchurch and Upminster          | Julia Lopez           |                       | Conservateur          | Julia Lopez               |                           | Conservateur              | 1 943                     |
| Hornsey and Friern Barnet         | Circonscription créée | Circonscription créée | Circonscription créée | Catherine West            |                           | Travailliste              | 21 475                    |
| Hornsey and Wood Green            | Catherine West        |                       | Travailliste          | Circonscription supprimée | Circonscription supprimée | Circonscription supprimée | Circonscription supprimée |
| Ilford North                      | Wes Streeting         |                       | Travailliste          | Wes Streeting             |                           | Travailliste              | 528                       |
| Ilford South                      | Sam Tarry             |                       | Travailliste          | Jas Athwal                |                           | Travailliste              | 6 894                     |
| Islington North                   | Jeremy Corbyn         |                       | Indépendant           | Jeremy Corbyn             |                           | Indépendant               | 7 247                     |
| Islington South and Finsbury      | Emily Thornberry      |                       | Travailliste          | Emily Thornberry          |                           | Travailliste              | 15 455                    |
| Kensington                        | Felicity Buchan       |                       | Conservateur          | Circonscription supprimée | Circonscription supprimée | Circonscription supprimée | Circonscription supprimée |
| Kensington and Bayswater          | Circonscription créée | Circonscription créée | Circonscription créée | Joe Powell                |                           | Travailliste              | 2 903                     |
| Kingston and Surbiton             | Ed Davey              |                       | LibDem                | Ed Davey                  |                           | LibDem                    | 17 235                    |
| Lewisham East                     | Janet Daby            |                       | Travailliste          | Janet Daby                |                           | Travailliste              | 18 073                    |
| Lewisham Deptford                 | Vicky Foxcroft        |                       | Travailliste          | Circonscription supprimée | Circonscription supprimée | Circonscription supprimée | Circonscription supprimée |
| Lewisham North                    | Circonscription créée | Circonscription créée | Circonscription créée | Vicky Foxcroft            |                           | Travailliste              | 15 782                    |
| Lewisham West and Penge           | Ellie Reeves          |                       | Travailliste          | Circonscription supprimée | Circonscription supprimée | Circonscription supprimée | Circonscription supprimée |
| Lewisham West and East Dulwich    | Circonscription créée | Circonscription créée | Circonscription créée | Ellie Reeves              |                           | Travailliste              | 18 397                    |
| Leyton and Wanstead               | John Cryer            |                       | Travailliste          | Calvin Bailey             |                           | Travailliste              | 13 964                    |
| Mircham and Morden                | Siobhain McDonagh     |                       | Travailliste          | Siobhain McDonagh         |                           | Travailliste              | 18 761                    |
| Old Bexley and Sidcup             | Louie French          |                       | Conservateur          | Louie French              |                           | Conservateur              | 3 548                     |
| Orpington                         | Gareth Bacon          |                       | Conservateur          | Gareth Bacon              |                           | Conservateur              | 5 118                     |
| Peckham                           | Circonscription créée | Circonscription créée | Circonscription créée | Miatta Fahnbulleh         |                           | Travailliste Co-op        | 15 228                    |
| Poplar and Limehouse              | Apsana Begum          |                       | Travailliste          | Apsana Begum              |                           | Travailliste              | 12 560                    |
| Putney                            | Fleur Anderson        |                       | Travailliste          | Fleur Anderson            |                           | Travailliste              | 10 941                    |
| Queen's Park and Maida Vale       | Circonscription créée | Circonscription créée | Circonscription créée | Georgia Gould             |                           | Travailliste              | 14 913                    |
| Richmond Park                     | Sarah Olney           |                       | LibDem                | Sarah Olney               |                           | LibDem                    | 17 155                    |
| Romford                           | Andrew Rosindell      |                       | Conservateur          | Andrew Rosindell          |                           | Conservateur              | 1 463                     |
| Ruislip, Northwood and Pinner     | David Simmonds        |                       | Conservateur          | David Simmonds            |                           | Conservateur              | 7 581                     |
| Southgate and Wood Green          | Circonscription créée | Circonscription créée | Circonscription créée | Bambos Charalambous       |                           | Travailliste              | 15 300                    |
| Stratford and Bow                 | Circonscription créée | Circonscription créée | Circonscription créée | Uma Kumaran               |                           | Travailliste              | 11 634                    |
| Streatham                         | Bell Ribeiro-Addy     |                       | Travailliste          | Circonscription supprimée | Circonscription supprimée | Circonscription supprimée | Circonscription supprimée |
| Streatham and Croydon North       | Circonscription créée | Circonscription créée | Circonscription créée | Steve Reed                |                           | Travailliste Co-op        | 15 603                    |
| Sutton and Cheam                  | Paul Scully           |                       | Conservateur          | Luke Taylor               |                           | LibDem                    | 3 801                     |
| Tooting                           | Rosena Allin-Khan     |                       | Travailliste          | Rosena Allin-Khan         |                           | Travailliste              | 19 487                    |
| Tottenham                         | David Lammy           |                       | Travailliste          | David Lammy               |                           | Travailliste              | 15 434                    |
| Twickenham                        | Munira Wilson         |                       | LibDem                | Munira Wilson             |                           | LibDem                    | 21 457                    |
| Uxbridge and South Ruislip        | Steve Tuckwell        |                       | Conservateur          | Danny Beales              |                           | Travailliste              | 587                       |
| Vauxhall                          | Florence Eshalomi     |                       | Travailliste Co-op    | Circonscription supprimée | Circonscription supprimée | Circonscription supprimée | Circonscription supprimée |
| Vauxhall and Camberwell Green     | Circonscription créée | Circonscription créée | Circonscription créée | Florence Eshalomi         |                           | Travailliste Co-op        | 15 112                    |
| Walthamstow                       | Stella Creasy         |                       | Travailliste Co-op    | Stella Creasy             |                           | Travailliste Co-op        | 17 996                    |
| West Ham                          | Lyn Brown             |                       | Travailliste          | Circonscription supprimée | Circonscription supprimée | Circonscription supprimée | Circonscription supprimée |
| West Ham and Beckton              | Circonscription créée | Circonscription créée | Circonscription créée | James Asser               |                           | Travailliste              | 9 254                     |
| Westminster North                 | Karen Buck            |                       | Travailliste          | Circonscription supprimée | Circonscription supprimée | Circonscription supprimée | Circonscription supprimée |
| Wimbledon                         | Stephen Hammond       |                       | Conservateur          | Paul Kohler               |                           | LibDem                    | 12 610                    |

#### Midlands de l'Est
| Circonscription                 | Député sortant        | Député sortant        | Député sortant        | Député élu                | Député élu                | Député élu                | Majorité                  |
| Circonscription                 | Nom                   | Parti                 | Parti                 | Nom                       | Parti                     | Parti                     | Majorité                  |
| ------------------------------- | --------------------- | --------------------- | --------------------- | ------------------------- | ------------------------- | ------------------------- | ------------------------- |
| Amber Valley                    | Nigel Mills           |                       | Conservateur          | Linsey Farnsworth         |                           | Travailliste              | 3 554                     |
| Ashfield                        | Lee Anderson          |                       | Reform UK             | Lee Anderson              |                           | Reform UK                 | 5 508                     |
| Bassetlaw                       | Brendan Clarke-Smith  |                       | Conservateur          | Jo White                  |                           | Travailliste              | 5 768                     |
| Bolsover                        | Mark Fletcher         |                       | Conservateur          | Natalie Fleet             |                           | Travailliste              | 6 323                     |
| Boston and Skegness             | Matt Warman           |                       | Conservateur          | Richard Tice              |                           | Reform UK                 | 2 010                     |
| Bosworth                        | Luke Evans            |                       | Conservateur          | Circonscription supprimée | Circonscription supprimée | Circonscription supprimée | Circonscription supprimée |
| Broxtowe                        | Darren Henry          |                       | Conservateur          | Juliet Campbell           |                           | Travailliste              | 8 403                     |
| Charnwood                       | Edward Argar          |                       | Conservateur          | Circonscription supprimée | Circonscription supprimée | Circonscription supprimée | Circonscription supprimée |
| Chesterfield                    | Toby Perkins          |                       | Travailliste          | Toby Perkins              |                           | Travailliste              | 10 820                    |
| Corby                           | Tom Pursglove         |                       | Conservateur          | Circonscription supprimée | Circonscription supprimée | Circonscription supprimée | Circonscription supprimée |
| Corby and East Northamptonshire | Circonscription créée | Circonscription créée | Circonscription créée | Lee Barron                |                           | Travailliste              | 6 331                     |
| Daventry                        | Chris Heaton-Harris   |                       | Conservateur          | Stuart Andrew             |                           | Conservateur              | 3 012                     |
| Derby North                     | Amanda Solloway       |                       | Conservateur          | Catherine Atkinson        |                           | Travailliste              | 8 915                     |
| Derby South                     | Margaret Beckett      |                       | Travailliste          | Baggy Shanker             |                           | Travailliste Co-op        | 6 002                     |
| Derbyshire Dales                | Sarah Dines           |                       | Conservateur          | John Whitby               |                           | Travailliste              | 350                       |
| Erewash                         | Maggie Throup         |                       | Conservateur          | Adam Thompson             |                           | Travailliste              | 5 859                     |
| Gainsborough                    | Edward Leigh          |                       | Conservateur          | Edward Leigh              |                           | Conservateur              | 3 532                     |
| Gedling                         | Tom Randall           |                       | Conservateur          | Michael Payne             |                           | Travailliste              | 11 881                    |
| Grantham and Stamford           | Gareth Davies         |                       | Conservateur          | Circonscription supprimée | Circonscription supprimée | Circonscription supprimée | Circonscription supprimée |
| Grantham and Bourne             | Circonscription créée | Circonscription créée | Circonscription créée | Gareth Davies             |                           | Conservateur              | 4 496                     |
| Harborough                      | Neil O'Brien          |                       | Conservateur          | Circonscription supprimée | Circonscription supprimée | Circonscription supprimée | Circonscription supprimée |
| Harborough, Oadby and Wigston   | Circonscription créée | Circonscription créée | Circonscription créée | Neil O'Brien              |                           | Conservateur              | 2 378                     |
| High Peak                       | Robert Largan         |                       | Conservateur          | Jon Pearce                |                           | Travailliste              | 7 908                     |
| Hinckley and Bosworth           | Circonscription créée | Circonscription créée | Circonscription créée | Luke Evans                |                           | Conservateur              | 5 408                     |
| Keterring                       | Philip Hollobone      |                       | Conservateur          | Rosie Wrighting           |                           | Travailliste              | 3 820                     |
| Leicester East                  | Claudia Webbe         |                       | Indépendant           | Shivani Raja              |                           | Conservateur              | 4 426                     |
| Leicester South                 | Jonathan Ashworth     |                       | Travailliste Co-op    | Shockat Adam              |                           | Indépendant               | 979                       |
| Leicester West                  | Liz Kendall           |                       | Travailliste          | Liz Kendall               |                           | Travailliste              | 8 777                     |
| Lincoln                         | Karl McCartney        |                       | Conservateur          | Hamish Falconer           |                           | Travailliste              | 8 793                     |
| Loughborough                    | Jane Hunt             |                       | Conservateur          | Jeevun Sandher            |                           | Travailliste              | 4 960                     |
| Louth and Horncastle            | Victoria Atkins       |                       | Conservateur          | Victoria Atkins           |                           | Conservateur              | 5 506                     |
| Mansfield                       | Ben Bradley           |                       | Conservateur          | Steve Yemm                |                           | Travailliste              | 3 485                     |
| Melton and Syston               | Circonscription créée | Circonscription créée | Circonscription créée | Edward Argar              |                           | Conservateur              | 5 393                     |
| Mid Derbyshire                  | Pauline Latham        |                       | Conservateur          | Jonathan Davies           |                           | Travailliste              | 1 878                     |
| Mid Leicestershire              | Circonscription créée | Circonscription créée | Circonscription créée | Peter Bedford             |                           | Conservateur              | 2 201                     |
| Newark                          | Robert Jenrick        |                       | Conservateur          | Robert Jenrick            |                           | Conservateur              | 3 572                     |
| North East Derbyshire           | Lee Rowley            |                       | Conservateur          | Louise Jones              |                           | Travailliste              | 1 753                     |
| North West Leicestershire       | Andrew Bridgen        |                       | Indépendant           | Amanda Hack               |                           | Travailliste              | 1 012                     |
| Northampton North               | Michael Ellis         |                       | Conservateur          | Lucy Rigby                |                           | Travailliste              | 9 014                     |
| Northampton South               | Andrew Lewer          |                       | Conservateur          | Mike Reader               |                           | Travailliste              | 4 071                     |
| Nottingham East                 | Nadia Whittome        |                       | Travailliste          | Nadia Whittome            |                           | Travailliste              | 15 162                    |
| Nottingham North                | Alex Norris           |                       | Travailliste Co-op    | Circonscription supprimée | Circonscription supprimée | Circonscription supprimée | Circonscription supprimée |
| Nottingham North and Kimberley  | Circonscription créée | Circonscription créée | Circonscription créée | Alex Norris               |                           | Travailliste Co-op        | 9 427                     |
| Nottingham South                | Lilian Greenwood      |                       | Travailliste          | Lilian Greenwood          |                           | Travailliste              | 10 294                    |
| Rushcliffe                      | Ruth Edwards          |                       | Conservateur          | James Naish               |                           | Travailliste              | 7 426                     |
| Rutland and Melton              | Alicia Kearns         |                       | Conservateur          | Circonscription supprimée | Circonscription supprimée | Circonscription supprimée | Circonscription supprimée |
| Rutland and Stamford            | Circonscription créée | Circonscription créée | Circonscription créée | Alicia Kearns             |                           | Conservateur              | 10 394                    |
| Sherwood                        | Mark Spencer          |                       | Conservateur          | Circonscription supprimée | Circonscription supprimée | Circonscription supprimée | Circonscription supprimée |
| Sherwood Forest                 | Circonscription créée | Circonscription créée | Circonscription créée | Michelle Welsh            |                           | Travailliste              | 5 443                     |
| Sleaford and North Hykeham      | Caroline Johnson      |                       | Conservateur          | Caroline Johnson          |                           | Conservateur              | 4 346                     |
| South Derbyshire                | Heather Wheeler       |                       | Conservateur          | Samantha Niblett          |                           | Travailliste              | 4 168                     |
| South Holland and The Deepings  | John Hayes            |                       | Conservateur          | John Hayes                |                           | Conservateur              | 6 856                     |
| South Leicestershire            | Alberto Costa         |                       | Conservateur          | Alberto Costa             |                           | Conservateur              | 5 506                     |
| South Northamptonshire          | Andrea Leadsom        |                       | Conservateur          | Sarah Bool                |                           | Conservateur              | 3 687                     |
| Wellingborough                  | Gen Kitchen           |                       | Travailliste          | Circonscription supprimée | Circonscription supprimée | Circonscription supprimée | Circonscription supprimée |
| Wellingborough and Rushden      | Circonscription créée | Circonscription créée | Circonscription créée | Gen Kitchen               |                           | Travailliste              | 5 486                     |

#### Midlands de l'Ouest
| Circonscription                          | Député sortant        | Député sortant        | Député sortant        | Député élu                | Député élu                | Député élu                | Majorité                  |
| Circonscription                          | Nom                   | Parti                 | Parti                 | Nom                       | Parti                     | Parti                     | Majorité                  |
| ---------------------------------------- | --------------------- | --------------------- | --------------------- | ------------------------- | ------------------------- | ------------------------- | ------------------------- |
| Aldridge Brownhills                      | Wendy Morton          |                       | Conservateur          | Wendy Morton              |                           | Conservateur              | 4 231                     |
| Birmingham Edgbaston                     | Preet Gill            |                       | Travailliste Co-op    | Preet Gill                |                           | Travailliste Co-op        | 8 368                     |
| Birmingham Erdington                     | Paulette Hamilton     |                       | Travailliste          | Paulette Hamilton         |                           | Travailliste              | 7 019                     |
| Birmingham Hall Green                    | Tahir Ali             |                       | Travailliste          | Circonscription supprimée | Circonscription supprimée | Circonscription supprimée | Circonscription supprimée |
| Birmingham Hall Green and Moseley        | Circonscription créée | Circonscription créée | Circonscription créée | Tahir Ali                 |                           | Travailliste              | 5 656                     |
| Birmingham Hodge Hill                    | Liam Byrne            |                       | Travailliste          | Circonscription supprimée | Circonscription supprimée | Circonscription supprimée | Circonscription supprimée |
| Birmingham Hodge Hill and Solihull North | Circonscription créée | Circonscription créée | Circonscription créée | Liam Byrne                |                           | Travailliste              | 1 566                     |
| Birmingham Ladywood                      | Shabana Mahmood       |                       | Travailliste          | Shabana Mahmood           |                           | Travailliste              | 3 421                     |
| Birmingham Northfield                    | Gary Sambrook         |                       | Conservateur          | Laurence Turner           |                           | Travailliste              | 5 389                     |
| Birmingham Perry Barr                    | Khalid Mahmood        |                       | Travailliste          | Ayoub Khan                |                           | Indépendant               | 507                       |
| Birmingham Selly Oak                     | Steve McCabe          |                       | Travailliste          | Alistair Carns            |                           | Travailliste              | 11 537                    |
| Birmingham Yardley                       | Jess Phillips         |                       | Travailliste          | Jess Phillips             |                           | Travailliste              | 693                       |
| Bromsgrove                               | Sajid Javid           |                       | Conservateur          | Bradley Thomas            |                           | Conservateur              | 3 016                     |
| Burton                                   | Kate Griffiths        |                       | Conservateur          | Circonscription supprimée | Circonscription supprimée | Circonscription supprimée | Circonscription supprimée |
| Burton and Uttoxeter                     | Circonscription créée | Circonscription créée | Circonscription créée | Jacob Collier             |                           | Travailliste              | 2 266                     |
| Cannock Chase                            | Amanda Milling        |                       | Conservateur          | Josh Newbury              |                           | Travailliste              | 3 125                     |
| Coventry East                            | Circonscription créée | Circonscription créée | Circonscription créée | Mary Creagh               |                           | Travailliste              | 11 623                    |
| Coventry North East                      | Colleen Fletcher      |                       | Travailliste          | Circonscription supprimée | Circonscription supprimée | Circonscription supprimée | Circonscription supprimée |
| Coventry North West                      | Taiwo Owatemi         |                       | Travailliste          | Taiwo Owatemi             |                           | Travailliste              | 11 174                    |
| Coventry South                           | Zarah Sultana         |                       | Travailliste          | Zarah Sultana             |                           | Travailliste              | 10 201                    |
| Droitwich and Evesham                    | Circonscription créée | Circonscription créée | Circonscription créée | Nigel Huddleston          |                           | Conservateur              | 8 995                     |
| Dudley                                   | Circonscription créée | Circonscription créée | Circonscription créée | Sonia Kumar               |                           | Travailliste              | 1 900                     |
| Dudley North                             | Marco Longhi          |                       | Conservateur          | Circonscription supprimée | Circonscription supprimée | Circonscription supprimée | Circonscription supprimée |
| Dudley South                             | Mike Wood             |                       | Conservateur          | Circonscription supprimée | Circonscription supprimée | Circonscription supprimée | Circonscription supprimée |
| Halesowen                                | Circonscription créée | Circonscription créée | Circonscription créée | Alex Ballinger            |                           | Travailliste              | 4 364                     |
| Halesowen and Rowley Regis               | James Morris          |                       | Conservateur          | Circonscription supprimée | Circonscription supprimée | Circonscription supprimée | Circonscription supprimée |
| Hereford and South Herefordshire         | Jesse Norman          |                       | Conservateur          | Jesse Norman              |                           | Conservateur              | 1 279                     |
| Kenilworth and Southam                   | Jeremy Wright         |                       | Conservateur          | Jeremy Wright             |                           | Conservateur              | 6 574                     |
| Kingswinford and South Staffordshire     | Circonscription créée | Circonscription créée | Circonscription créée | Mike Wood                 |                           | Conservateur              |                           |
| Lichfield                                | Michael Fabricant     |                       | Conservateur          | Dave Robertson            |                           | Travailliste              | 810                       |
| Ludlow                                   | Philip Dunne          |                       | Conservateur          | Circonscription supprimée | Circonscription supprimée | Circonscription supprimée | Circonscription supprimée |
| Meriden                                  | Saqib Bhatti          |                       | Conservateur          | Circonscription supprimée | Circonscription supprimée | Circonscription supprimée | Circonscription supprimée |
| Meriden and Solihull East                | Circonscription créée | Circonscription créée | Circonscription créée | Saqib Bhatti              |                           | Conservateur              | 4 584                     |
| Mid Worcestershire                       | Nigel Huddleston      |                       | Conservateur          | Circonscription supprimée | Circonscription supprimée | Circonscription supprimée | Circonscription supprimée |
| Newcastle-under-Lyme                     | Aaron Bell            |                       | Conservateur          | Adam Jogee                |                           | Travailliste              | 5 069                     |
| North Herefordshire                      | Bill Wiggin           |                       | Conservateur          | Ellie Chowns              |                           | Parti vert                | 5 894                     |
| North Shropshire                         | Helen Morgan          |                       | LibDem                | Helen Morgan              |                           | LibDem                    | 15 311                    |
| North Warwickshire                       | Craig Tracey          |                       | Conservateur          | Circonscription supprimée | Circonscription supprimée | Circonscription supprimée | Circonscription supprimée |
| North Warwickshire and Bedworth          | Circonscription créée | Circonscription créée | Circonscription créée | Rachel Taylor             |                           | Travailliste              | 2 198                     |
| Nuneaton                                 | Marcus Jones          |                       | Conservateur          | Jodie Gosling             |                           | Travailliste              | 3 479                     |
| Redditch                                 | Rachel Maclean        |                       | Conservateur          | Chris Bloore              |                           | Travailliste              | 789                       |
| Rugby                                    | Mark Pawsey           |                       | Conservateur          | John Slinger              |                           | Travailliste              | 4 428                     |
| Shrewbury and Atcham                     | Daniel Kawczynski     |                       | Conservateur          | Circonscription supprimée | Circonscription supprimée | Circonscription supprimée | Circonscription supprimée |
| Shrewbury                                | Circonscription créée | Circonscription créée | Circonscription créée | Julia Buckley             |                           | Travailliste              | 11 355                    |
| Smethwick                                | Circonscription créée | Circonscription créée | Circonscription créée | Gurinder Josan            |                           | Travailliste              | 11 188                    |
| Solihull                                 | Julian Knight         |                       | Independant           | Circonscription supprimée | Circonscription supprimée | Circonscription supprimée | Circonscription supprimée |
| Solihull West and Shirley                | Circonscription créée | Circonscription créée | Circonscription créée | Neil Shastri-Hurst        |                           | Conservateur              | 4 620                     |
| South Shropshire                         | Circonscription créée | Circonscription créée | Circonscription créée | Stuart Anderson           |                           | Conservateur              | 1 624                     |
| South Stafforshire                       | Gavin Williamson      |                       | Conservateur          | Circonscription supprimée | Circonscription supprimée | Circonscription supprimée | Circonscription supprimée |
| Stafford                                 | Theo Clarke           |                       | Conservateur          | Leigh Ingham              |                           | Travailliste              | 4 595                     |
| Staffordshire Moorlands                  | Karen Bradley         |                       | Conservateur          | Karen Bradley             |                           | Conservateur              | 1 175                     |
| Stoke-on-Trent Central                   | Jo Gideon             |                       | Conservateur          | Gareth Snell              |                           | Travailliste Co-op        | 6 409                     |
| Stoke-on-Trent North                     | Jonathan Gullis       |                       | Conservateur          | David Williams            |                           | Travailliste              | 5 482                     |
| Stoke-on-Trent South                     | Jack Brereton         |                       | Conservateur          | Allison Gardner           |                           | Travailliste              | 627                       |
| Stone                                    | Bill Cash             |                       | Conservateur          | Circonscription supprimée | Circonscription supprimée | Circonscription supprimée | Circonscription supprimée |
| Stone, Great Wyrley and Penkridge        | Circonscription créée | Circonscription créée | Circonscription créée | Gavin Williamson          |                           | Conservateur              | 5 466                     |
| Stourbridge                              | Suzanne Webb          |                       | Conservateur          | Cat Eccles                |                           | Travailliste              | 3 073                     |
| Stratford-on-Avon                        | Nadhim Zahawi         |                       | Conservateur          | Manuela Perteghella       |                           | LibDem                    | 7 122                     |
| Sutton Coldfield                         | Andrew Mitchell       |                       | Conservateur          | Andrew Mitchell           |                           | Conservateur              | 2 543                     |
| Tamworth                                 | Sarah Edwards         |                       | Travailliste          | Sarah Edwards             |                           | Travailliste              | 1 382                     |
| Telford                                  | Lucy Allan            |                       | Independant           | Shaun Davies              |                           | Travailliste              | 8 102                     |
| Tipton and Wednesbury                    | Circonscription créée | Circonscription créée | Circonscription créée | Antonia Bance             |                           | Travailliste              | 3 385                     |
| Walsall and Bloxwich                     | Circonscription créée | Circonscription créée | Circonscription créée | Valerie Vaz               |                           | Travailliste              | 4 914                     |
| Walsall North                            | Eddie Hughes          |                       | Conservateur          | Circonscription supprimée | Circonscription supprimée | Circonscription supprimée | Circonscription supprimée |
| Walsall South                            | Valerie Vaz           |                       | Travailliste          | Circonscription supprimée | Circonscription supprimée | Circonscription supprimée | Circonscription supprimée |
| Warley                                   | John Spellar          |                       | Travailliste          | Circonscription supprimée | Circonscription supprimée | Circonscription supprimée | Circonscription supprimée |
| Warwick and Leamington                   | Matt Western          |                       | Travailliste          | Matt Western              |                           | Travailliste              | 12 412                    |
| West Bromwich East                       | Nicola Richards       |                       | Conservateur          | Circonscription supprimée | Circonscription supprimée | Circonscription supprimée | Circonscription supprimée |
| West Bromwich                            | Circonscription créée | Circonscription créée | Circonscription créée | Sarah Coombes             |                           | Travailliste              | 9 554                     |
| West Bromwich West                       | Shaun Bailey          |                       | Conservateur          | Circonscription supprimée | Circonscription supprimée | Circonscription supprimée | Circonscription supprimée |
| West Worcestershire                      | Harriett Baldwin      |                       | Conservateur          | Harriett Baldwin          |                           | Conservateur              | 6 547                     |
| Wolverhampton North East                 | Jane Stevenson        |                       | Conservateur          | Sureena Brackenridge      |                           | Travailliste              | 5 422                     |
| Wolverhampton South East                 | Pat McFadden          |                       | Travailliste          | Pat McFadden              |                           | Travailliste              | 9 188                     |
| Wolverhampton South West                 | Stuart Anderson       |                       | Conservateur          | Circonscription supprimée | Circonscription supprimée | Circonscription supprimée | Circonscription supprimée |
| Wolverhampton West                       | Circonscription créée | Circonscription créée | Circonscription créée | Warinder Juss             |                           | Travailliste              | 7 868                     |
| Worcester                                | Robin Walker          |                       | Conservateur          | Tom Collins               |                           | Travailliste              | 7 116                     |
| The Wrekin                               | Mark Pritchard        |                       | Conservateur          | Mark Pritchard            |                           | Conservateur              | 883                       |
| Wyre Forest                              | Mark Garnier          |                       | Conservateur          | Mark Garnier              |                           | Conservateur              | 812                       |

#### Nord-Est
| Circonscription                        | Député sortant        | Député sortant        | Député sortant        | Député élu                | Député élu                | Député élu                | Majorité                  |
| Circonscription                        | Nom                   | Parti                 | Parti                 | Nom                       | Parti                     | Parti                     | Majorité                  |
| -------------------------------------- | --------------------- | --------------------- | --------------------- | ------------------------- | ------------------------- | ------------------------- | ------------------------- |
| Berwick-upon-Tweed                     | Anne-Marie Trevelyan  |                       | Conservateur          | Circonscription supprimée | Circonscription supprimée | Circonscription supprimée | Circonscription supprimée |
| Bishop Auckland                        | Dehenna Davison       |                       | Conservateur          | Sam Rushworth             |                           | Travailliste              | 6 672                     |
| Blaydon                                | Liz Twist             |                       | Travailliste          | Circonscription supprimée | Circonscription supprimée | Circonscription supprimée | Circonscription supprimée |
| Blaydon and Consett                    | Circonscription créée | Circonscription créée | Circonscription créée | Liz Twist                 |                           | Travailliste              | 11 153                    |
| Blyth and Ashington                    | Circonscription créée | Circonscription créée | Circonscription créée | Ian Lavery                |                           | Travailliste              | 9 173                     |
| Blyth Valley                           | Ian Levy              |                       | Travailliste          | Circonscription supprimée | Circonscription supprimée | Circonscription supprimée | Circonscription supprimée |
| City of Durham                         | Mary Foy              |                       | Travailliste          | Mary Foy                  |                           | Travailliste              | 11 757                    |
| Cramlington and Killingworth           | Circonscription créée | Circonscription créée | Circonscription créée | Emma Foody                |                           | Travailliste Co-op        | 12 820                    |
| Darlington                             | Peter Gibson          |                       | Conservateur          | Lola McEvoy               |                           | Travailliste              | 2 298                     |
| Easington                              | Grahame Morris        |                       | Travailliste          | Grahame Morris            |                           | Travailliste              | 6 542                     |
| Gateshead                              | Ian Mearns            |                       | Travailliste          | Circonscription supprimée | Circonscription supprimée | Circonscription supprimée | Circonscription supprimée |
| Gateshead Central and Whickham         | Circonscription créée | Circonscription créée | Circonscription créée | Mark Ferguson             |                           | Travailliste              | 9 644                     |
| Hartlepool                             | Jill Mortimer         |                       | Conservateur          | Jonathan Brash            |                           | Travailliste              | 7 698                     |
| Hexham                                 | Guy Opperman          |                       | Conservateur          | Joe Morris                |                           | Travailliste              | 3 713                     |
| Houghton and Sunderland South          | Bridget Phillipson    |                       | Travailliste          | Bridget Phillipson        |                           | Travailliste              | 7 169                     |
| Jarrow                                 | Kate Osborne          |                       | Travailliste          | Circonscription supprimée | Circonscription supprimée | Circonscription supprimée | Circonscription supprimée |
| Jarrow and Gateshead East              | Circonscription créée | Circonscription créée | Circonscription créée | Kate Osborne              |                           | Travailliste              | 8 964                     |
| Middlesbrough                          | Andy McDonald         |                       | Travailliste          | Circonscription supprimée | Circonscription supprimée | Circonscription supprimée | Circonscription supprimée |
| Middlesbrough and Thornaby East        | Circonscription créée | Circonscription créée | Circonscription créée | Andy McDonald             |                           | Travailliste              | 9 192                     |
| Middlesbrough South and East Cleveland | Simon Clarke          |                       | Conservateur          | Luke Myer                 |                           | Travailliste              | 214                       |
| Newcastle upon Tyne Central            | Chi Onwurah           |                       | Travailliste          | Circonscription supprimée | Circonscription supprimée | Circonscription supprimée | Circonscription supprimée |
| Newcastle upon Tyne Central and West   | Circonscription créée | Circonscription créée | Circonscription créée | Chi Onwurah               |                           | Travailliste              | 11 060                    |
| Newcastle upon Tyne East               | Nicholas Brown        |                       | Travailliste          | Circonscription supprimée | Circonscription supprimée | Circonscription supprimée | Circonscription supprimée |
| Newcastle upon Tyne East and Wallsend  | Circonscription créée | Circonscription créée | Circonscription créée | Mary Glindon              |                           | Travailliste              | 12 817                    |
| Newcastle upon Tyne North              | Catherine McKinnell   |                       | Travailliste          | Catherine McKinnell       |                           | Travailliste              | 17 762                    |
| Newton Aycliffe and Spennymoor         | Circonscription créée | Circonscription créée | Circonscription créée | Alan Strickland           |                           | Travailliste              | 8 839                     |
| North Durham                           | Kevan Jones           |                       | Travailliste          | Luke Akehurst             |                           | Travailliste              | 5 873                     |
| North Northumberland                   | Circonscription créée | Circonscription créée | Circonscription créée | David Smith               |                           | Travailliste              | 5 067                     |
| North Tyneside                         | Mary Glindon          |                       | Travailliste          | Circonscription supprimée | Circonscription supprimée | Circonscription supprimée | Circonscription supprimée |
| North West Durham                      | Richard Holden        |                       | Conservateur          | Circonscription supprimée | Circonscription supprimée | Circonscription supprimée | Circonscription supprimée |
| Redcar                                 | Jacob Young           |                       | Conservateur          | Anna Turley               |                           | Travailliste Co-op        | 3 323                     |
| Sedgefield                             | Paul Howell           |                       | Conservateur          | Circonscription supprimée | Circonscription supprimée | Circonscription supprimée | Circonscription supprimée |
| South Shields                          | Emma Lewell-Buck      |                       | Travailliste          | Emma Lewell-Buck          |                           | Travailliste              | 6 653                     |
| Stockton North                         | Alex Cunningham       |                       | Travailliste          | Chris McDonald            |                           | Travailliste              | 7 939                     |
| Stockton South                         | Matt Vickers          |                       | Conservateur          | Circonscription supprimée | Circonscription supprimée | Circonscription supprimée | Circonscription supprimée |
| Stockton West                          | Circonscription créée | Circonscription créée | Circonscription créée | Matt Vickers              |                           | Conservateur              | 2 139                     |
| Sunderland Central                     | Julie Elliott         |                       | Travailliste          | Lewis Atkinson            |                           | Travailliste              | 6 073                     |
| Tynemouth                              | Alan Campbell         |                       | Travailliste          | Alan Campbell             |                           | Travailliste              | 15 455                    |
| Wansbeck                               | Ian Lavery            |                       | Travailliste          | Circonscription supprimée | Circonscription supprimée | Circonscription supprimée | Circonscription supprimée |
| Washington and Gateshead South         | Circonscription créée | Circonscription créée | Circonscription créée | Sharon Hodgson            |                           | Travailliste              | 6 913                     |
| Washington and Sunderland West         | Sharon Hodgson        |                       | Travailliste          | Circonscription supprimée | Circonscription supprimée | Circonscription supprimée | Circonscription supprimée |

#### Nord-Ouest
| Circonscription                                             | Député sortant        | Député sortant        | Député sortant        | Député élu                | Député élu                | Député élu                | Majorité                  |
| Circonscription                                             | Nom                   | Parti                 | Parti                 | Nom                       | Parti                     | Parti                     | Majorité                  |
| ----------------------------------------------------------- | --------------------- | --------------------- | --------------------- | ------------------------- | ------------------------- | ------------------------- | ------------------------- |
| Altrincham and Sale West                                    | Graham Brady          |                       | Conservateur          | Connor Rand               |                           | Travailliste              | 4 174                     |
| Ashton-under-Lyne                                           | Angela Rayner         |                       | Travailliste          | Angela Rayner             |                           | Travailliste              | 6 791                     |
| Barrow and Furness                                          | Simon Fell            |                       | Conservateur          | Michelle Scrogham         |                           | Travailliste              | 5 324                     |
| Birkenhead                                                  | Mick Whitley          |                       | Travailliste          | Alison McGovern           |                           | Travailliste              | 13 798                    |
| Blackburn                                                   | Kate Hollern          |                       | Travailliste          | Adnan Hussain             |                           | Indépendant               | 132                       |
| Blackley and Broughton                                      | Graham Stringer       |                       | Travailliste          | Circonscription supprimée | Circonscription supprimée | Circonscription supprimée | Circonscription supprimée |
| Blackley and Middleton South                                | Circonscription créée | Circonscription créée | Circonscription créée | Graham Stringer           |                           | Travailliste              | 10 250                    |
| Blackpool North and Cleveleys                               | Paul Maynard          |                       | Conservateur          | Circonscription supprimée | Circonscription supprimée | Circonscription supprimée | Circonscription supprimée |
| Blackpool North and Fleetwood                               | Circonscription créée | Circonscription créée | Circonscription créée | Lorraine Beavers          |                           | Travailliste              | 4 647                     |
| Blackpool South                                             | Chris Webb            |                       | Travailliste          | Chris Webb                |                           | Travailliste              | 6 848                     |
| Bolton North East                                           | Mark Logan            |                       | Conservateur          | Kirith Entwistle          |                           | Travailliste              | 6 653                     |
| Bolton South and Walkden                                    | Circonscription créée | Circonscription créée | Circonscription créée | Yasmin Qureshi            |                           | Travailliste              | 6 743                     |
| Bolton South East                                           | Yasmin Qureshi        |                       | Travailliste          | Circonscription supprimée | Circonscription supprimée | Circonscription supprimée | Circonscription supprimée |
| Bolton West                                                 | Chris Green           |                       | Conservateur          | Phil Brickell             |                           | Travailliste              | 4 945                     |
| Bootle                                                      | Peter Dowd            |                       | Travailliste          | Peter Dowd                |                           | Travailliste              | 21 983                    |
| Burnley                                                     | Antony Higginbotham   |                       | Conservateur          | Oliver Ryan               |                           | Travailliste Co-op        | 3 420                     |
| Bury North                                                  | James Daly            |                       | Conservateur          | James Frith               |                           | Travailliste              | 6 944                     |
| Bury South                                                  | Christian Wakeford    |                       | Travailliste          | Christian Wakeford        |                           | Travailliste              | 9 361                     |
| Carlisle                                                    | John Stevenson        |                       | Conservateur          | Julie Minns               |                           | Travailliste              | 5 200                     |
| Cheadle                                                     | Mary Robinson         |                       | Conservateur          | Tom Morrison              |                           | LibDem                    | 12 235                    |
| Chester North and Neston                                    | Circonscription créée | Circonscription créée | Circonscription créée | Samantha Dixon            |                           | Travailliste              | 11 870                    |
| Chester South and Eddisbury                                 | Circonscription créée | Circonscription créée | Circonscription créée | Aphra Brandreth           |                           | Conservateur              | 3 057                     |
| Chorley                                                     | Lindsay Hoyle         |                       | Speaker               | Lindsay Hoyle             |                           | Speaker                   | 20 575                    |
| City of Chester                                             | Samantha Dixon        |                       | Travailliste          | Circonscription supprimée | Circonscription supprimée | Circonscription supprimée | Circonscription supprimée |
| Congleton                                                   | Fiona Bruce           |                       | Conservateur          | Sarah Russell             |                           | Travailliste              | 3 387                     |
| Copeland                                                    | Trudy Harrison        |                       | Conservateur          | Circonscription supprimée | Circonscription supprimée | Circonscription supprimée | Circonscription supprimée |
| Crewe and Nantwich                                          | Kieran Mullan         |                       | Conservateur          | Connor Naismith           |                           | Travailliste              | 9 727                     |
| Denton and Reddish                                          | Andrew Gwynne         |                       | Travailliste          | Circonscription supprimée | Circonscription supprimée | Circonscription supprimée | Circonscription supprimée |
| Eddisbury                                                   | Edward Timpson        |                       | Conservateur          | Circonscription supprimée | Circonscription supprimée | Circonscription supprimée | Circonscription supprimée |
| Ellesmere Port and Neston                                   | Justin Madders        |                       | Travailliste          | Circonscription supprimée | Circonscription supprimée | Circonscription supprimée | Circonscription supprimée |
| Ellesmere Port and Bromborough                              | Circonscription créée | Circonscription créée | Circonscription créée | Justin Madders            |                           | Travailliste              | 16 908                    |
| Fylde                                                       | Mark Menzies          |                       | Indépendant           | Andrew Snowden            |                           | Conservateur              | 561                       |
| Garston and Halewood                                        | Maria Eagle           |                       | Travailliste          | Circonscription supprimée | Circonscription supprimée | Circonscription supprimée | Circonscription supprimée |
| Gorton and Denton                                           | Circonscription créée | Circonscription créée | Circonscription créée | Andrew Gwynne             |                           | Travailliste Co-op        | 13 413                    |
| Halton                                                      | Derek Twigg           |                       | Travailliste          | Circonscription supprimée | Circonscription supprimée | Circonscription supprimée | Circonscription supprimée |
| Hazel Grove                                                 | William Wragg         |                       | Indépendant           | Lisa Smart                |                           | LibDem                    | 6 500                     |
| Heywood and Middleton                                       | Chris Clarkson        |                       | Conservateur          | Circonscription supprimée | Circonscription supprimée | Circonscription supprimée | Circonscription supprimée |
| Heywood and Middleton North                                 | Circonscription créée | Circonscription créée | Circonscription créée | Elsie Blundell            |                           | Travailliste              | 6 082                     |
| Hyndburn                                                    | Sara Britcliffe       |                       | Conservateur          | Sarah Smith               |                           | Travailliste              | 1 687                     |
| Knowsley                                                    | George Howarth        |                       | Travailliste          | Anneliese Midgley         |                           | Travailliste              | 18 319                    |
| Lancaster and Fleetwood                                     | Cat Smith             |                       | Travailliste          | Circonscription supprimée | Circonscription supprimée | Circonscription supprimée | Circonscription supprimée |
| Lancaster and Wyre                                          | Circonscription créée | Circonscription créée | Circonscription créée | Cat Smith                 |                           | Travailliste              | 9 253                     |
| Leigh                                                       | James Grundy          |                       | Conservateur          | Circonscription supprimée | Circonscription supprimée | Circonscription supprimée | Circonscription supprimée |
| Leigh and Atherton                                          | Circonscription créée | Circonscription créée | Circonscription créée | Jo Platt                  |                           | Travailliste Co-op        | 8 881                     |
| Liverpool Garston                                           | Circonscription créée | Circonscription créée | Circonscription créée | Maria Eagle               |                           | Travailliste              | 20 104                    |
| Liverpool Riverside                                         | Kim Johnson           |                       | Travailliste          | Kim Johnson               |                           | Travailliste              | 14 793                    |
| Liverpool Walton                                            | Dan Carden            |                       | Travailliste          | Dan Carden                |                           | Travailliste              | 20 245                    |
| Liverpool Wavertree                                         | Paula Barker          |                       | Travailliste          | Paula Barker              |                           | Travailliste              | 16 304                    |
| Liverpool West Derby                                        | Ian Byrne             |                       | Travailliste          | Ian Byrne                 |                           | Travailliste              | 20 423                    |
| Macclesfield                                                | David Rutley          |                       | Conservateur          | Tim Roca                  |                           | Travailliste              | 9 120                     |
| Makerfield                                                  | Yvonne Fovargue       |                       | Travailliste          | Josh Simons               |                           | Travailliste              | 5 399                     |
| Manchester Central                                          | Lucy Powell           |                       | Travailliste Co-op    | Lucy Powell               |                           | Travailliste Co-op        | 13 797                    |
| Manchester Gorton                                           | Afzal Khan            |                       | Travailliste          | Circonscription supprimée | Circonscription supprimée | Circonscription supprimée | Circonscription supprimée |
| Manchester Rusholme                                         | Circonscription créée | Circonscription créée | Circonscription créée | Afzal Khan                |                           | Travailliste              | 8 235                     |
| Manchester Withington                                       | Jeff Smith            |                       | Travailliste          | Jeff Smith                |                           | Travailliste              | 13 982                    |
| Mid Cheshire                                                | Circonscription créée | Circonscription créée | Circonscription créée | Andrew Cooper             |                           | Travailliste              | 8 927                     |
| Morecambe and Lunesdale                                     | David Morris          |                       | Conservateur          | Lizzi Collinge            |                           | Travailliste              | 5 815                     |
| Oldham East and Saddleworth                                 | Debbie Abrahams       |                       | Travailliste          | Debbie Abrahams           |                           | Travailliste              | 6 357                     |
| Oldham West and Royton ⇒ Oldham West, Chadderton and Royton | Jim McMahon           |                       | Travailliste Co-op    | Jim McMahon               |                           | Travailliste Co-op        | 4 976                     |
| Pendle                                                      | Andrew Stephenson     |                       | Conservateur          | Circonscription supprimée | Circonscription supprimée | Circonscription supprimée | Circonscription supprimée |
| Pendle and Clitheroe                                        | Circonscription créée | Circonscription créée | Circonscription créée | Jonathan Hinder           |                           | Travailliste              | 902                       |
| Penrith and Solway                                          | Circonscription créée | Circonscription créée | Circonscription créée | Markus Campbell-Savours   |                           | Travailliste              | 5 257                     |
| Penrith and The Border                                      | Neil Hudson           |                       | Conservateur          | Circonscription supprimée | Circonscription supprimée | Circonscription supprimée | Circonscription supprimée |
| Preston                                                     | Mark Hendrick         |                       | Travailliste Co-op    | Mark Hendrick             |                           | Travailliste Co-op        | 5 291                     |
| Ribble Valley                                               | Nigel Evans           |                       | Conservateur          | Maya Ellis                |                           | Travailliste              | 856                       |
| Rochdale                                                    | George Galloway       |                       | WPB                   | Paul Waugh                |                           | Travailliste Co-op        | 1 440                     |
| Rossendale and Darwen                                       | Jake Berry            |                       | Conservateur          | Andy MacNae               |                           | Travailliste              | 5 628                     |
| Runcorn and Helsby                                          | Circonscription créée | Circonscription créée | Circonscription créée | Mike Amesbury             |                           | Travailliste              | 14 696                    |
| Salford                                                     | Circonscription créée | Circonscription créée | Circonscription créée | Rebecca Long Bailey       |                           | Travailliste              | 15 101                    |
| Salford and Eccles                                          | Rebecca Long Bailey   |                       | Travailliste          | Circonscription supprimée | Circonscription supprimée | Circonscription supprimée | Circonscription supprimée |
| Sefton Central                                              | Bill Esterson         |                       | Travailliste          | Bill Esterson             |                           | Travailliste              | 18 282                    |
| South Ribble                                                | Katherine Fletcher    |                       | Conservateur          | Paul Foster               |                           | Travailliste              | 6 501                     |
| Southport                                                   | Damien Moore          |                       | Conservateur          | Patrick Hurley            |                           | Travailliste              | 5 789                     |
| St Helens North                                             | Conor McGinn          |                       | Indépendant           | David Baines              |                           | Travailliste              | 12 169                    |
| St Helens South and Whiston                                 | Marie Rimmer          |                       | Travailliste          | Marie Rimmer              |                           | Travailliste              | 11 945                    |
| Stalybridge and Hyde                                        | Jonathan Reynolds     |                       | Travailliste Co-op    | Jonathan Reynolds         |                           | Travailliste Co-op        | 8 539                     |
| Stockport                                                   | Navendu Mishra        |                       | Travailliste          | Navendu Mishra            |                           | Travailliste              | 15 270                    |
| Stretford and Urmston                                       | Andrew Western        |                       | Travailliste          | Andrew Western            |                           | Travailliste              | 16 150                    |
| Tatton                                                      | Esther McVey          |                       | Conservateur          | Esther McVey              |                           | Conservateur              | 1 136                     |
| Wallasey                                                    | Angela Eagle          |                       | Travailliste          | Angela Eagle              |                           | Travailliste              | 17 996                    |
| Warrington North                                            | Charlotte Nichols     |                       | Travailliste          | Charlotte Nichols         |                           | Travailliste              | 9 190                     |
| Warrington South                                            | Andy Carter           |                       | Conservateur          | Sarah Hall                |                           | Travailliste Co-op        | 11 340                    |
| Weaver Vale                                                 | Mike Amesbury         |                       | Travailliste          | Circonscription supprimée | Circonscription supprimée | Circonscription supprimée | Circonscription supprimée |
| West Lancashire                                             | Ashley Dalton         |                       | Travailliste          | Ashley Dalton             |                           | Travailliste              | 13 625                    |
| Westmorland and Lonsdale                                    | Tim Farron            |                       | LibDem                | Tim Farron                |                           | LibDem                    | 21 472                    |
| Whitehaven and Workington                                   | Circonscription créée | Circonscription créée | Circonscription créée | Josh MacAlister           |                           | Travailliste              | 13 286                    |
| Widnes and Halewood                                         | Circonscription créée | Circonscription créée | Circonscription créée | Derek Twigg               |                           | Travailliste              | 16 425                    |
| Wigan                                                       | Lisa Nandy            |                       | Travailliste          | Lisa Nandy                |                           | Travailliste              | 9 549                     |
| Wirral South                                                | Alison McGovern       |                       | Travailliste          | Circonscription supprimée | Circonscription supprimée | Circonscription supprimée | Circonscription supprimée |
| Wirral West                                                 | Margaret Greenwood    |                       | Travailliste          | Matthew Patrick           |                           | Travailliste              | 9 998                     |
| Workington                                                  | Mark Jenkinson        |                       | Conservateur          | Circonscription supprimée | Circonscription supprimée | Circonscription supprimée | Circonscription supprimée |
| Worsley and Eccles                                          | Circonscription créée | Circonscription créée | Circonscription créée | Michael Wheeler           |                           | Travailliste              | 11 091                    |
| Worsley and Eccles South                                    | Barbara Keeley        |                       | Travailliste          | Circonscription supprimée | Circonscription supprimée | Circonscription supprimée | Circonscription supprimée |
| Wyre and Preston North                                      | Ben Wallace           |                       | Conservateur          | Circonscription supprimée | Circonscription supprimée | Circonscription supprimée | Circonscription supprimée |
| Wythenshawe and Sale East                                   | Mike Kane             |                       | Travailliste          | Mike Kane                 |                           | Travailliste              | 14 610                    |

#### Sud-Est
| Circonscription                  | Député sortant        | Député sortant        | Député sortant        | Député élu                | Député élu                | Député élu                | Majorité                  |
| Circonscription                  | Nom                   | Parti                 | Parti                 | Nom                       | Parti                     | Parti                     | Majorité                  |
| -------------------------------- | --------------------- | --------------------- | --------------------- | ------------------------- | ------------------------- | ------------------------- | ------------------------- |
| Aldershot                        | Leo Docherty          |                       | Conservateur          | Alex Baker                |                           | Travailliste              | 5 683                     |
| Arundel and South Downs          | Andrew Griffith       |                       | Conservateur          | Andrew Griffith           |                           | Conservateur              | 12 134                    |
| Ashford                          | Damian Green          |                       | Conservateur          | Sojan Joseph              |                           | Travailliste              | 1 779                     |
| Aylesbury                        | Rob Butler            |                       | Conservateur          | Laura Kyrke-Smith         |                           | Travailliste              | 630                       |
| Banbury                          | Victoria Prentis      |                       | Conservateur          | Sean Woodcock             |                           | Travailliste              | 3 256                     |
| Basingstoke                      | Maria Miller          |                       | Conservateur          | Luke Murphy               |                           | Travailliste              | 6 484                     |
| Beaconsfield                     | Joy Morrissey         |                       | Conservateur          | Joy Morrissey             |                           | Conservateur              | 5 455                     |
| Bexhill and Battle               | Huw Merriman          |                       | Conservateur          | Kieran Mullan             |                           | Conservateur              | 2 657                     |
| Bicester and Woodstock           | Circonscription créée | Circonscription créée | Circonscription créée | Calum Miller              |                           | LibDem                    | 4 958                     |
| Bognor Regis and Littlehampton   | Nick Gibb             |                       | Conservateur          | Alison Griffiths          |                           | Conservateur              | 1 765                     |
| Bracknell                        | James Sunderland      |                       | Conservateur          | Peter Swallow             |                           | Travailliste              | 784                       |
| Brighton Kemptown                | Lloyd Russell-Moyle   |                       | Travailliste Co-op    | Circonscription supprimée | Circonscription supprimée | Circonscription supprimée | Circonscription supprimée |
| Brighton Kemptown and Peacehaven | Circonscription créée | Circonscription créée | Circonscription créée | Chris Ward                |                           | Travailliste              | 9 663                     |
| Brighton Pavilion                | Caroline Lucas        |                       | Parti vert            | Siân Berry                |                           | Parti vert                | 14 290                    |
| Buckingham                       | Greg Smith            |                       | Conservateur          | Circonscription supprimée | Circonscription supprimée | Circonscription supprimée | Circonscription supprimée |
| Buckingham and Bletchley         | Circonscription créée | Circonscription créée | Circonscription créée | Callum Anderson           |                           | Travailliste              | 2 421                     |
| Canterbury                       | Rosie Duffield        |                       | Travailliste          | Rosie Duffield            |                           | Travailliste              | 8 653                     |
| Chatham and Aylesford            | Tracey Crouch         |                       | Conservateur          | Tris Osborne              |                           | Travailliste              | 1 998                     |
| Chesham and Amersham             | Sarah Green           |                       | LibDem                | Sarah Green               |                           | LibDem                    | 5 451                     |
| Chichester                       | Gillian Keegan        |                       | Conservateur          | Jess Brown-Fuller         |                           | LibDem                    | 12 146                    |
| Crawley                          | Henry Smith           |                       | Conservateur          | Peter Lamb                |                           | Travailliste              | 5 235                     |
| Dartford                         | Gareth Johnson        |                       | Conservateur          | Jim Dickson               |                           | Travailliste              | 1 192                     |
| Didcot and Wantage               | Circonscription créée | Circonscription créée | Circonscription créée | Olly Glover               |                           | LibDem                    | 6 233                     |
| Dorking and Horley               | Circonscription créée | Circonscription créée | Circonscription créée | Chris Coghlan             |                           | LibDem                    | 5 391                     |
| Dover                            | Natalie Elphicke      |                       | Conservateur          | Circonscription supprimée | Circonscription supprimée | Circonscription supprimée | Circonscription supprimée |
| Dover and Deal                   | Circonscription créée | Circonscription créée | Circonscription créée | Mike Tapp                 |                           | Travailliste              | 7 585                     |
| Earley and Woodley               | Circonscription créée | Circonscription créée | Circonscription créée | Yuan Yang                 |                           | Travailliste              | 848                       |
| East Grinstead and Uckfield      | Circonscription créée | Circonscription créée | Circonscription créée | Mims Davies               |                           | Conservateur              | 8 480                     |
| East Hampshire                   | Damian Hinds          |                       | Conservateur          | Damian Hinds              |                           | Conservateur              | 1 275                     |
| East Surrey                      | Claire Coutinho       |                       | Conservateur          | Claire Coutinho           |                           | Conservateur              | 7 450                     |
| East Thanet                      | Circonscription créée | Circonscription créée | Circonscription créée | Polly Billington          |                           | Travailliste              | 6 971                     |
| East Worthing and Shoreham       | Tim Loughton          |                       | Conservateur          | Tom Rutland               |                           | Travailliste              | 9 525                     |
| Eastbourne                       | Caroline Ansell       |                       | Conservateur          | Josh Babarinde            |                           | LibDem                    | 12 204                    |
| Eastleigh                        | Paul Holmes           |                       | Conservateur          | Liz Jarvis                |                           | LibDem                    | 1 546                     |
| Epsom and Ewell                  | Chris Grayling        |                       | Conservateur          | Helen Maguire             |                           | LibDem                    | 3 686                     |
| Esher and Walton                 | Dominic Raab          |                       | Conservateur          | Monica Harding            |                           | LibDem                    | 12 003                    |
| Fareham                          | Suella Braverman      |                       | Conservateur          | Circonscription supprimée | Circonscription supprimée | Circonscription supprimée | Circonscription supprimée |
| Fareham and Waterlooville        | Circonscription créée | Circonscription créée | Circonscription créée | Suella Braverman          |                           | Conservateur              | 6 079                     |
| Farnham and Bordon               | Circonscription créée | Circonscription créée | Circonscription créée | Greg Stafford             |                           | Conservateur              | 1 349                     |
| Faversham and Mid Kent           | Helen Whately         |                       | Conservateur          | Helen Whately             |                           | Conservateur              | 1 469                     |
| Folkestone and Hythe             | Damian Collins        |                       | Conservateur          | Tony Vaughan              |                           | Travailliste              | 3 729                     |
| Gillingham and Rainham           | Rehman Chishti        |                       | Conservateur          | Naushabah Khan            |                           | Travailliste              | 3 972                     |
| Godalming and Ash                | Circonscription créée | Circonscription créée | Circonscription créée | Jeremy Hunt               |                           | Conservateur              | 891                       |
| Gosport                          | Caroline Dinenage     |                       | Conservateur          | Caroline Dinenage         |                           | Conservateur              | 6 054                     |
| Gravesham                        | Adam Holloway         |                       | Conservateur          | Lauren Sullivan           |                           | Travailliste              | 2 712                     |
| Guildford                        | Angela Richardson     |                       | Conservateur          | Zöe Franklin              |                           | LibDem                    | 8 429                     |
| Hamble Valley                    | Circonscription créée | Circonscription créée | Circonscription créée | Paul Holmes               |                           | Conservateur              | 4 802                     |
| Hastings and Rye                 | Sally-Ann Hart        |                       | Conservateur          | Helena Dollimore          |                           | Travailliste Co-op        | 8 653                     |
| Havant                           | Alan Mak              |                       | Conservateur          | Alan Mak                  |                           | Conservateur              | 92                        |
| Henley                           | John Howell           |                       | Conservateur          | Circonscription supprimée | Circonscription supprimée | Circonscription supprimée | Circonscription supprimée |
| Henley and Thame                 | Circonscription créée | Circonscription créée | Circonscription créée | Freddie van Mierlo        |                           | LibDem                    | 6 267                     |
| Herne Bay and Sandwich           | Circonscription créée | Circonscription créée | Circonscription créée | Roger Gale                |                           | Conservateur              | 2 499                     |
| Horsham                          | Jeremy Quin           |                       | Conservateur          | John Milne                |                           | LibDem                    | 2 517                     |
| Hove                             | Peter Kyle            |                       | Travailliste          | Circonscription supprimée | Circonscription supprimée | Circonscription supprimée | Circonscription supprimée |
| Hove and Portslade               | Circonscription créée | Circonscription créée | Circonscription créée | Peter Kyle                |                           | Travailliste              | 19 791                    |
| Isle of Wight                    | Bob Seely             |                       | Conservateur          | Circonscription supprimée | Circonscription supprimée | Circonscription supprimée | Circonscription supprimée |
| Isle of Wight East               | Circonscription créée | Circonscription créée | Circonscription créée | Joe Robertson             |                           | Conservateur              | 3 323                     |
| Isle of Wight West               | Circonscription créée | Circonscription créée | Circonscription créée | Richard Quigley           |                           | Travailliste              | 3 177                     |
| Lewes                            | Maria Caulfield       |                       | Conservateur          | James MacCleary           |                           | LibDem                    | 12 624                    |
| Meon Valley                      | Flick Drummond        |                       | Conservateur          | Circonscription supprimée | Circonscription supprimée | Circonscription supprimée | Circonscription supprimée |
| Maidenhead                       | Theresa May           |                       | Conservateur          | Joshua Reynolds           |                           | LibDem                    | 2 963                     |
| Maidstone and The Weald          | Helen Grant           |                       | Conservateur          | Circonscription supprimée | Circonscription supprimée | Circonscription supprimée | Circonscription supprimée |
| Maidstone and Malling            | Circonscription créée | Circonscription créée | Circonscription créée | Helen Grant               |                           | Conservateur              | 1 674                     |
| Mid Buckinghamshire              | Circonscription créée | Circonscription créée | Circonscription créée | Greg Smith                |                           | Conservateur              | 5 872                     |
| Mid Sussex                       | Mims Davies           |                       | Conservateur          | Alison Elizabeth Bennett  |                           | LibDem                    | 6 662                     |
| Milton Keynes Central            | Circonscription créée | Circonscription créée | Circonscription créée | Emily Darlington          |                           | Travailliste              | 7 291                     |
| Milton Keynes North              | Ben Everitt           |                       | Conservateur          | Chris Curtis              |                           | Travailliste              | 5 430                     |
| Milton Keynes South              | Iain Stewart          |                       | Conservateur          | Circonscription supprimée | Circonscription supprimée | Circonscription supprimée | Circonscription supprimée |
| Mole Valley                      | Paul Beresford        |                       | Conservateur          | Circonscription supprimée | Circonscription supprimée | Circonscription supprimée | Circonscription supprimée |
| New Forest East                  | Julian Lewis          |                       | Conservateur          | Julian Lewis              |                           | Conservateur              | 8 495                     |
| New Forest West                  | Desmond Swayne        |                       | Conservateur          | Desmond Swayne            |                           | Conservateur              | 5 600                     |
| Newbury                          | Laura Farris          |                       | Conservateur          | Lee Dillon                |                           | LibDem                    | 2 377                     |
| North East Hampshire             | Ranil Jayawardena     |                       | Conservateur          | Alex Brewer               |                           | LibDem                    | 634                       |
| North Thanet                     | Roger Gale            |                       | Conservateur          | Circonscription supprimée | Circonscription supprimée | Circonscription supprimée | Circonscription supprimée |
| North West Hampshire             | Kit Malthouse         |                       | Conservateur          | Kit Malthouse             |                           | Conservateur              | 3 288                     |
| Oxford East                      | Anneliese Dodds       |                       | Travailliste Co-op    | Anneliese Dodds           |                           | Travailliste Co-op        | 14 465                    |
| Oxford West and Abingdon         | Layla Moran           |                       | LibDem                | Layla Moran               |                           | LibDem                    | 14 894                    |
| Portsmouth North                 | Penny Mordaunt        |                       | Conservateur          | Amanda Martin             |                           | Travailliste              | 780                       |
| Portsmouth South                 | Stephen Morgan        |                       | Travailliste          | Stephen Morgan            |                           | Travailliste              | 13 155                    |
| Reading Central                  | Circonscription créée | Circonscription créée | Circonscription créée | Matt Rodda                |                           | Travailliste              | 12 637                    |
| Reading East                     | Matt Rodda            |                       | Travailliste          | Circonscription supprimée | Circonscription supprimée | Circonscription supprimée | Circonscription supprimée |
| Reading West                     | Alok Sharma           |                       | Conservateur          | Circonscription supprimée | Circonscription supprimée | Circonscription supprimée | Circonscription supprimée |
| Reading West and Mid Berkshire   | Circonscription créée | Circonscription créée | Circonscription créée | Olivia Bailey             |                           | Travailliste              | 1 361                     |
| Reigate                          | Crispin Blunt         |                       | Indépendant           | Rebecca Paul              |                           | Conservateur              | 3 187                     |
| Rochester and Strood             | Kelly Tolhurst        |                       | Conservateur          | Lauren Edwards            |                           | Travailliste              | 2 930                     |
| Romsey and Southampton North     | Caroline Nokes        |                       | Conservateur          | Caroline Nokes            |                           | Conservateur              | 2 191                     |
| Runnymede and Weybridge          | Ben Spencer           |                       | Conservateur          | Ben Spencer               |                           | Conservateur              | 7 627                     |
| Sevenoaks                        | Laura Trott           |                       | Conservateur          | Laura Trott               |                           | Conservateur              | 5 440                     |
| Sittingbourne and Sheppey        | Gordon Henderson      |                       | Conservateur          | Kevin McKenna             |                           | Travailliste              | 355                       |
| Slough                           | Tanmanjeet Singh      |                       | Travailliste          | Tan Dhesi                 |                           | Travailliste              | 3 647                     |
| South Thanet                     | Craig Mackinlay       |                       | Conservateur          | Circonscription supprimée | Circonscription supprimée | Circonscription supprimée | Circonscription supprimée |
| South West Surrey                | Jeremy Hunt           |                       | Conservateur          | Circonscription supprimée | Circonscription supprimée | Circonscription supprimée | Circonscription supprimée |
| Southampton Itchen               | Royston Smith         |                       | Conservateur          | Darren Paffey             |                           | Travailliste              | 6 105                     |
| Southampton Test                 | Alan Whitehead        |                       | Travailliste          | Satvir Kaur               |                           | Travailliste              | 9 333                     |
| Spelthorne                       | Kwasi Kwarteng        |                       | Conservateur          | Lincoln Jopp              |                           | Conservateur              | 1 590                     |
| Surrey Heath                     | Michael Gove          |                       | Conservateur          | Al Pinkerton              |                           | LibDem                    | 5 640                     |
| Sussex Weald                     | Circonscription créée | Circonscription créée | Circonscription créée | Nus Ghani                 |                           | Conservateur              | 6 842                     |
| Tonbridge                        | Circonscription créée | Circonscription créée | Circonscription créée | Tom Tugendhat             |                           | Conservateur              | 11 166                    |
| Tonbridge and Malling            | Tom Tugendhat         |                       | Conservateur          | Circonscription supprimée | Circonscription supprimée | Circonscription supprimée | Circonscription supprimée |
| Tunbridge Wells                  | Greg Clark            |                       | Conservateur          | Mike Martin               |                           | LibDem                    | 8 687                     |
| Wantage                          | David Johnston        |                       | Conservateur          | Circonscription supprimée | Circonscription supprimée | Circonscription supprimée | Circonscription supprimée |
| Wealden                          | Nusrat Ghani          |                       | Conservateur          | Circonscription supprimée | Circonscription supprimée | Circonscription supprimée | Circonscription supprimée |
| Weald of Kent                    | Circonscription créée | Circonscription créée | Circonscription créée | Katie Lam                 |                           | Conservateur              | 8 422                     |
| Winchester                       | Steve Brine           |                       | Conservateur          | Danny Chambers            |                           | LibDem                    | 13 821                    |
| Windsor                          | Adam Afriyie          |                       | Conservateur          | Jack Rankin               |                           | Conservateur              | 6 457                     |
| Witney                           | Robert Courts         |                       | Conservateur          | Charlie Maynard           |                           | LibDem                    | 4 339                     |
| Woking                           | Jonathan Lord         |                       | Conservateur          | Will Forster              |                           | LibDem                    | 11 246                    |
| Wokingham                        | John Redwood          |                       | Conservateur          | Clive Jones               |                           | LibDem                    | 8 345                     |
| Worthing West                    | Peter Bottomley       |                       | Conservateur          | Beccy Cooper              |                           | Travailliste              | 3 949                     |
| Wycombe                          | Steve Baker           |                       | Conservateur          | Emma Reynolds             |                           | Travailliste              | 4 591                     |

#### Sud-Ouest
| Circonscription                 | Député sortant         | Député sortant        | Député sortant        | Député élu                | Député élu                | Député élu                | Majorité                  |
| Circonscription                 | Nom                    | Parti                 | Parti                 | Nom                       | Parti                     | Parti                     | Majorité                  |
| ------------------------------- | ---------------------- | --------------------- | --------------------- | ------------------------- | ------------------------- | ------------------------- | ------------------------- |
| Bath                            | Wera Hobhouse          |                       | LibDem                | Wera Hobhouse             |                           | LibDem                    | 11 218                    |
| Bournemouth East                | Tobias Ellwood         |                       | Conservateur          | Tom Hayes                 |                           | Travailliste              | 5 479                     |
| Bournemouth West                | Conor Burns            |                       | Conservateur          | Jessica Toale             |                           | Travailliste              | 3 224                     |
| Bridgwater and West Somerset    | Ian Liddell-Grainger   |                       | Conservateur          | Circonscription supprimée | Circonscription supprimée | Circonscription supprimée | Circonscription supprimée |
| Bridgwater                      | Circonscription créée  | Circonscription créée | Circonscription créée | Ashley Fox                |                           | Conservateur              | 1 349                     |
| Bristol Central                 | Circonscription créée  | Circonscription créée | Circonscription créée | Carla Denyer              |                           | Parti vert                | 10 407                    |
| Bristol East                    | Kerry McCarthy         |                       | Travailliste          | Kerry McCarthy            |                           | Travailliste              | 6 606                     |
| Bristol North East              | Circonscription créée  | Circonscription créée | Circonscription créée | Damien Egan               |                           | Travailliste              | 11 167                    |
| Bristol North West              | Darren Jones           |                       | Travailliste          | Darren Jones              |                           | Travailliste              | 15 669                    |
| Bristol South                   | Karin Smyth            |                       | Travailliste          | Karin Smyth               |                           | Travailliste              | 7 666                     |
| Bristol West                    | Thangam Debbonaire     |                       | Travailliste          | Circonscription supprimée | Circonscription supprimée | Circonscription supprimée | Circonscription supprimée |
| Camborne and Redruth            | George Eustice         |                       | Conservateur          | Perran Moon               |                           | Travailliste              | 7 806                     |
| Central Devon                   | Mel Stride             |                       | Conservateur          | Mel Stride                |                           | Conservateur              | 61                        |
| Cheltenham                      | Alex Chalk             |                       | Conservateur          | Max Wilkinson             |                           | LibDem                    | 7 210                     |
| Chippenham                      | Michelle Donelan       |                       | Conservateur          | Sarah Gibson              |                           | LibDem                    | 8 138                     |
| Christchurch                    | Christopher Chope      |                       | Conservateur          | Christopher Chope         |                           | Conservateur              | 7 455                     |
| The Cotswolds                   | Geoffrey Clifton-Brown |                       | Conservateur          | Circonscription supprimée | Circonscription supprimée | Circonscription supprimée | Circonscription supprimée |
| Cotswolds North                 | Circonscription créée  | Circonscription créée | Circonscription créée | Geoffrey Clifton-Brown    |                           | Conservateur              | 3 357                     |
| Cotswolds South                 | Circonscription créée  | Circonscription créée | Circonscription créée | Roz Savage                |                           | LibDem                    | 4 973                     |
| Devizes                         | Danny Kruger           |                       | Conservateur          | Circonscription supprimée | Circonscription supprimée | Circonscription supprimée | Circonscription supprimée |
| East Devon                      | Simon Jupp             |                       | Conservateur          | Circonscription supprimée | Circonscription supprimée | Circonscription supprimée | Circonscription supprimée |
| East Wiltshire                  | Circonscription créée  | Circonscription créée | Circonscription créée | Danny Kruger              |                           | Conservateur              | 4 715                     |
| Exeter                          | Ben Bradshaw           |                       | Travailliste          | Steve Race                |                           | Travailliste              | 11 937                    |
| Exmouth and Exeter East         | Circonscription créée  | Circonscription créée | Circonscription créée | David Reed                |                           | Conservateur              | 121                       |
| Filton and Bradley Stoke        | Jack Lopresti          |                       | Conservateur          | Claire Hazelgrove         |                           | Travailliste              | 10 000                    |
| Forest of Dean                  | Mark Harper            |                       | Conservateur          | Matt Bishop               |                           | Travailliste              | 278                       |
| Frome and East Somersert        | Circonscription créée  | Circonscription créée | Circonscription créée | Anna Sabine               |                           | LibDem                    | 5 343                     |
| Glastonbury and Somerton        | Circonscription créée  | Circonscription créée | Circonscription créée | Sarah Dyke                |                           | LibDem                    | 6 611                     |
| Gloucester                      | Richard Graham         |                       | Conservateur          | Alex McIntyre             |                           | Travailliste              | 3 431                     |
| Honiton and Sidmouth            | Circonscription créée  | Circonscription créée | Circonscription créée | Richard Foord             |                           | LibDem                    | 6 700                     |
| Kingswood                       | Damien Egan            |                       | Travailliste          | Circonscription supprimée | Circonscription supprimée | Circonscription supprimée | Circonscription supprimée |
| Melksham and Devizes            | Circonscription créée  | Circonscription créée | Circonscription créée | Brian Mathew              |                           | LibDem                    | 2 401                     |
| Mid Dorset and North Poole      | Michael Tomlinson      |                       | Conservateur          | Vikki Slade               |                           | LibDem                    | 1 352                     |
| Newton Abbot                    | Anne Marie Morris      |                       | Conservateur          | Martin Wrigley            |                           | LibDem                    | 2 246                     |
| North Cornwall                  | Scott Mann             |                       | Conservateur          | Ben Maguire               |                           | LibDem                    | 10 767                    |
| North Devon                     | Selaine Saxby          |                       | Conservateur          | Ian Roome                 |                           | LibDem                    | 6 744                     |
| North Dorset                    | Simon Hoare            |                       | Conservateur          | Simon Hoare               |                           | Conservateur              | 1 589                     |
| North East Somerset             | Jacob Rees-Mogg        |                       | Conservateur          | Circonscription supprimée | Circonscription supprimée | Circonscription supprimée | Circonscription supprimée |
| North East Somersert and Hanham | Circonscription créée  | Circonscription créée | Circonscription créée | Dan Norris                |                           | Travailliste              | 5 319                     |
| North Somerset                  | Liam Fox               |                       | Conservateur          | Sadik Al-Hassan           |                           | Travailliste              | 639                       |
| North Swindon                   | Justin Tomlinson       |                       | Conservateur          | Will Stone                |                           | Travailliste              | 4 103                     |
| North Wiltshire                 | James Gray             |                       | Conservateur          | Circonscription supprimée | Circonscription supprimée | Circonscription supprimée | Circonscription supprimée |
| Plymouth Moor View              | Johnny Mercer          |                       | Conservateur          | Fred Thomas               |                           | Travailliste              | 5 604                     |
| Plymouth Sutton and Devonport   | Luke Pollard           |                       | Travailliste Co-op    | Luke Pollard              |                           | Travailliste Co-op        | 13 328                    |
| Poole                           | Robert Syms            |                       | Conservateur          | Neil Duncan-Jordan        |                           | Travailliste              | 18                        |
| Salisbury                       | John Glen              |                       | Conservateur          | John Glen                 |                           | Conservateur              | 3 807                     |
| Somerton and Frome              | Sarah Dyke             |                       | LibDem                | Circonscription supprimée | Circonscription supprimée | Circonscription supprimée | Circonscription supprimée |
| South Devon                     | Circonscription créée  | Circonscription créée | Circonscription créée | Caroline Voaden           |                           | LibDem                    | 7 127                     |
| South Dorset                    | Richard Drax           |                       | Conservateur          | Lloyd Hatton              |                           | Travailliste              | 1 048                     |
| South East Cornwall             | Sheryll Murray         |                       | Conservateur          | Anna Gelderd              |                           | Travailliste              | 1 911                     |
| South Swindon                   | Robert Buckland        |                       | Conservateur          | Heidi Alexander           |                           | Travailliste              | 9 606                     |
| South West Devon                | Gary Streeter          |                       | Conservateur          | Rebecca Smith             |                           | Conservateur              | 2 112                     |
| South West Wiltshire            | Andrew Murrison        |                       | Conservateur          | Andrew Murrison           |                           | Conservateur              | 3 243                     |
| St Austell and Newquay          | Steve Double           |                       | Conservateur          | Noah Law                  |                           | Travailliste              | 2 470                     |
| St Ives                         | Derek Thomas           |                       | Conservateur          | Andrew George             |                           | LibDem                    | 13 786                    |
| Stroud                          | Siobhan Baillie        |                       | Conservateur          | Simon Opher               |                           | Travailliste              | 11 388                    |
| Taunton Deane                   | Rebecca Pow            |                       | Conservateur          | Circonscription supprimée | Circonscription supprimée | Circonscription supprimée | Circonscription supprimée |
| Taunton and Wellington          | Circonscription créée  | Circonscription créée | Circonscription créée | Gideon Amos               |                           | LibDem                    | 11 939                    |
| Tewkesbury                      | Laurence Robertson     |                       | Conservateur          | Cameron Thomas            |                           | LibDem                    | 6 262                     |
| Thornbury and Yate              | Luke Hall              |                       | Conservateur          | Claire Young              |                           | LibDem                    | 3 014                     |
| Tiverton and Honiton            | Richard Foord          |                       | LibDem                | Circonscription supprimée | Circonscription supprimée | Circonscription supprimée | Circonscription supprimée |
| Tiverton and Minehead           | Circonscription créée  | Circonscription créée | Circonscription créée | Rachel Gilmour            |                           | LibDem                    | 3 507                     |
| Torbay                          | Kevin Foster           |                       | Conservateur          | Steve Darling             |                           | LibDem                    | 5 349                     |
| Torridge and West Devon         | Geoffrey Cox           |                       | Conservateur          | Circonscription supprimée | Circonscription supprimée | Circonscription supprimée | Circonscription supprimée |
| Torridge and Tavistock          | Circonscription créée  | Circonscription créée | Circonscription créée | Geoffrey Cox              |                           | Conservateur              | 3 950                     |
| Totnes                          | Anthony Mangnall       |                       | Conservateur          | Circonscription supprimée | Circonscription supprimée | Circonscription supprimée | Circonscription supprimée |
| Truro and Falmouth              | Cherilyn Mackrory      |                       | Conservateur          | Jayne Kirkham             |                           | Travailliste Co-op        | 8 151                     |
| Wells                           | James Heappey          |                       | Conservateur          | Circonscription supprimée | Circonscription supprimée | Circonscription supprimée | Circonscription supprimée |
| Wells and Mendip Hills          | Circonscription créée  | Circonscription créée | Circonscription créée | Tessa Munt                |                           | LibDem                    | 11 121                    |
| West Dorset                     | Chris Loder            |                       | Conservateur          | Edward Morello            |                           | LibDem                    | 7 789                     |
| Weston-super-Mare               | John Penrose           |                       | Conservateur          | Dan Aldridge              |                           | Travailliste              | 4 409                     |
| Yeovil                          | Marcus Fysh            |                       | Conservateur          | Adam Dance                |                           | LibDem                    | 12 268                    |

#### Yorkshire-et-Humber
| Circonscription                         | Député sortant        | Député sortant        | Député sortant        | Député élu                | Député élu                | Député élu                | Majorité                  |
| Circonscription                         | Nom                   | Parti                 | Parti                 | Nom                       | Parti                     | Parti                     | Majorité                  |
| --------------------------------------- | --------------------- | --------------------- | --------------------- | ------------------------- | ------------------------- | ------------------------- | ------------------------- |
| Barnsley Central                        | Dan Jarvis            |                       | Travailliste          | Circonscription supprimée | Circonscription supprimée | Circonscription supprimée | Circonscription supprimée |
| Barnsley East                           | Stephanie Peacock     |                       | Travailliste          | Circonscription supprimée | Circonscription supprimée | Circonscription supprimée | Circonscription supprimée |
| Barnsley North                          | Circonscription créée | Circonscription créée | Circonscription créée | Dan Jarvis                |                           | Travailliste              | 7 811                     |
| Barnsley South                          | Circonscription créée | Circonscription créée | Circonscription créée | Stephanie Peacock         |                           | Travailliste              | 4 748                     |
| Batley and Spen                         | Kim Leadbeater        |                       | Travailliste Co-op    | Circonscription supprimée | Circonscription supprimée | Circonscription supprimée | Circonscription supprimée |
| Beverley and Holderness                 | Graham Stuart         |                       | Conservateur          | Graham Stuart             |                           | Conservateur              | 124                       |
| Bradford East                           | Imran Hussain         |                       | Travailliste          | Imran Hussain             |                           | Travailliste              | 6 189                     |
| Bradford South                          | Judith Cummins        |                       | Travailliste          | Judith Cummins            |                           | Travailliste              | 4 392                     |
| Bradford West                           | Naz Shah              |                       | Travailliste          | Naz Shah                  |                           | Travailliste              | 707                       |
| Bridlington and the Wolds               | Circonscription créée | Circonscription créée | Circonscription créée | Charlie Dewhirst          |                           | Conservateur              | 3 125                     |
| Brigg and Goole                         | Andrew Percy          |                       | Conservateur          | Circonscription supprimée | Circonscription supprimée | Circonscription supprimée | Circonscription supprimée |
| Brigg and Immingham                     | Circonscription créée | Circonscription créée | Circonscription créée | Martin Vickers            |                           | Conservateur              | 3 243                     |
| Calder Valley                           | Craig Whittaker       |                       | Conservateur          | Josh Fenton-Glynn         |                           | Travailliste              | 8 991                     |
| Cleethorpes                             | Martin Vickers        |                       | Conservateur          | Circonscription supprimée | Circonscription supprimée | Circonscription supprimée | Circonscription supprimée |
| Colne Valley                            | Jason McCartney       |                       | Conservateur          | Paul Davies               |                           | Travailliste              | 4 963                     |
| Dewsbury                                | Mark Eastwood         |                       | Conservateur          | Circonscription supprimée | Circonscription supprimée | Circonscription supprimée | Circonscription supprimée |
| Dewsbury and Batley                     | Circonscription créée | Circonscription créée | Circonscription créée | Iqbal Mohamed             |                           | Indépendant               | 6 934                     |
| Don Valley                              | Nick Fletcher         |                       | Conservateur          | Circonscription supprimée | Circonscription supprimée | Circonscription supprimée | Circonscription supprimée |
| Doncaster Central                       | Rosie Winterton       |                       | Travailliste          | Sally Jameson             |                           | Travailliste Co-op        | 9 551                     |
| Doncaster East and the Isle of Axholme  | Circonscription créée | Circonscription créée | Circonscription créée | Lee Pitcher               |                           | Travailliste              | 2 311                     |
| Doncaster North                         | Ed Miliband           |                       | Travailliste          | Ed Miliband               |                           | Travailliste              | 9 126                     |
| East Yorkshire                          | Greg Knight           |                       | Conservateur          | Circonscription supprimée | Circonscription supprimée | Circonscription supprimée | Circonscription supprimée |
| Elmet and Rothwell                      | Alec Shelbrooke       |                       | Conservateur          | Circonscription supprimée | Circonscription supprimée | Circonscription supprimée | Circonscription supprimée |
| Goole and Pocklington                   | Circonscription créée | Circonscription créée | Circonscription créée | David Davis               |                           | Conservateur              | 3 572                     |
| Great Grimsby                           | Lia Nici              |                       | Conservateur          | Circonscription supprimée | Circonscription supprimée | Circonscription supprimée | Circonscription supprimée |
| Great Grimsby and Cleethorpes           | Circonscription créée | Circonscription créée | Circonscription créée | Melanie Onn               |                           | Travailliste              | 4 803                     |
| Halifax                                 | Holly Lynch           |                       | Travailliste          | Kate Dearden              |                           | Travailliste Co-op        | 6 269                     |
| Haltemprice and Howden                  | David Davis           |                       | Conservateur          | Circonscription supprimée | Circonscription supprimée | Circonscription supprimée | Circonscription supprimée |
| Harrogate and Knaresborough             | Andrew Jones          |                       | Conservateur          | Tom Gordon                |                           | LibDem                    | 8 238                     |
| Hemsworth                               | Jon Trickett          |                       | Travailliste          | Circonscription supprimée | Circonscription supprimée | Circonscription supprimée | Circonscription supprimée |
| Huddersfield                            | Barry Sheerman        |                       | Travailliste Co-op    | Harpreet Uppal            |                           | Travailliste              | 4 543                     |
| Keighley                                | Robbie Moore          |                       | Conservateur          | Circonscription supprimée | Circonscription supprimée | Circonscription supprimée | Circonscription supprimée |
| Keighley and Ilkley                     | Circonscription créée | Circonscription créée | Circonscription créée | Robbie Moore              |                           | Conservateur              | 1 625                     |
| Kingston upon Hull East                 | Karl Turner           |                       | Travailliste          | Karl Turner               |                           | Travailliste              | 3 920                     |
| Kingston upon Hull North                | Diana Johnson         |                       | Travailliste          | Circonscription supprimée | Circonscription supprimée | Circonscription supprimée | Circonscription supprimée |
| Kingston upon Hull North and Cottingham | Circonscription créée | Circonscription créée | Circonscription créée | Diana Johnson             |                           | Travailliste              | 10 679                    |
| Kingston upon Hull West and Hessle      | Emma Hardy            |                       | Travailliste          | Circonscription supprimée | Circonscription supprimée | Circonscription supprimée | Circonscription supprimée |
| Kingston upon Hull West and Haltemprice | Circonscription créée | Circonscription créée | Circonscription créée | Emma Hardy                |                           | Travailliste              | 8 979                     |
| Leeds Central                           | Hilary Benn           |                       | Travailliste          | Circonscription supprimée | Circonscription supprimée | Circonscription supprimée | Circonscription supprimée |
| Leeds Central and Headingley            | Circonscription créée | Circonscription créée | Circonscription créée | Alex Sobel                |                           | Travailliste Co-op        | 8 422                     |
| Leeds East                              | Richard Burgon        |                       | Travailliste          | Richard Burgon            |                           | Travailliste              | 11 265                    |
| Leeds North East                        | Fabian Hamilton       |                       | Travailliste          | Fabian Hamilton           |                           | Travailliste              | 16 083                    |
| Leeds North West                        | Alex Sobel            |                       | Travailliste Co-op    | Katie White               |                           | Travailliste              | 11 896                    |
| Leeds South                             | Circonscription créée | Circonscription créée | Circonscription créée | Hilary Benn               |                           | Travailliste              | 11 279                    |
| Leeds South West and Morley             | Circonscription créée | Circonscription créée | Circonscription créée | Mark Sewards              |                           | Travailliste              | 8 423                     |
| Leeds West                              | Rachel Reeves         |                       | Travailliste          | Circonscription supprimée | Circonscription supprimée | Circonscription supprimée | Circonscription supprimée |
| Leeds West and Pudsey                   | Circonscription créée | Circonscription créée | Circonscription créée | Rachel Reeves             |                           | Travailliste              | 12 392                    |
| Morley and Outwood                      | Andrea Jenkyns        |                       | Conservateur          | Circonscription supprimée | Circonscription supprimée | Circonscription supprimée | Circonscription supprimée |
| Normanton, Pontefract and Castleford    | Yvette Cooper         |                       | Travailliste          | Circonscription supprimée | Circonscription supprimée | Circonscription supprimée | Circonscription supprimée |
| Normanton and Hemsworth                 | Circonscription créée | Circonscription créée | Circonscription créée | Jon Trickett              |                           | Travailliste              | 6 662                     |
| Ossett and Denby Dale                   | Circonscription créée | Circonscription créée | Circonscription créée | Jade Botterill            |                           | Travailliste              | 4 542                     |
| Penistone and Stocksbridge              | Miriam Cates          |                       | Conservateur          | Marie Tidball             |                           | Travailliste              | 8 739                     |
| Pontefract, Castleford and Knottingley  | Circonscription créée | Circonscription créée | Circonscription créée | Yvette Cooper             |                           | Travailliste              | 6 630                     |
| Pudsey                                  | Stuart Andrew         |                       | Conservateur          | Circonscription supprimée | Circonscription supprimée | Circonscription supprimée | Circonscription supprimée |
| Rawmarsh and Conisbrough                | Circonscription créée | Circonscription créée | Circonscription créée | John Healey               |                           | Travailliste              | 6 908                     |
| Richmond (Yorks)                        | Rishi Sunak           |                       | Conservateur          | Circonscription supprimée | Circonscription supprimée | Circonscription supprimée | Circonscription supprimée |
| Richmond and Northallerton              | Circonscription créée | Circonscription créée | Circonscription créée | Rishi Sunak               |                           | Conservateur              | 12 185                    |
| Rother Valley                           | Alexander Stafford    |                       | Conservateur          | Jake Richards             |                           | Travailliste              | 998                       |
| Rotherham                               | Sarah Champion        |                       | Travailliste          | Sarah Champion            |                           | Travailliste              | 5 490                     |
| Scarborough and Whitby                  | Robert Goodwill       |                       | Conservateur          | Alison Hume               |                           | Travailliste              | 5 408                     |
| Scunthorpe                              | Holly Mumby-Croft     |                       | Conservateur          | Nic Dakin                 |                           | Travailliste              | 3 542                     |
| Selby and Ainsty                        | Keir Mather           |                       | Travailliste          | Circonscription supprimée | Circonscription supprimée | Circonscription supprimée | Circonscription supprimée |
| Selby                                   | Circonscription créée | Circonscription créée | Circonscription créée | Keir Mather               |                           | Travailliste              | 10 195                    |
| Sheffield Brightside and Hillsborough   | Gill Furniss          |                       | Travailliste          | Gill Furniss              |                           | Travailliste              | 11 600                    |
| Sheffield Central                       | Paul Blomfield        |                       | Travailliste          | Abtisam Mohamed           |                           | Travailliste              | 8 286                     |
| Sheffield Hallam                        | Olivia Blake          |                       | Travailliste          | Olivia Blake              |                           | Travailliste              | 8 189                     |
| Sheffield Heeley                        | Louise Haigh          |                       | Travailliste          | Louise Haigh              |                           | Travailliste              | 15 304                    |
| Sheffield South East                    | Clive Betts           |                       | Travailliste          | Clive Betts               |                           | Travailliste              | 12 458                    |
| Shipley                                 | Philip Davies         |                       | Conservateur          | Anna Dixon                |                           | Travailliste              | 8 603                     |
| Skipton and Ripon                       | Julian Smith          |                       | Conservateur          | Julian Smith              |                           | Conservateur              | 1 650                     |
| Spen Valley                             | Circonscription créée | Circonscription créée | Circonscription créée | Kim Leadbeater            |                           | Travailliste              | 6 188                     |
| Thirsk and Malton                       | Kevin Hollinrake      |                       | Conservateur          | Kevin Hollinrake          |                           | Conservateur              | 7 550                     |
| Wakefield                               | Simon Lightwood       |                       | Travailliste Co-op    | Circonscription supprimée | Circonscription supprimée | Circonscription supprimée | Circonscription supprimée |
| Wakefield and Rothwell                  | Circonscription créée | Circonscription créée | Circonscription créée | Simon Lightwood           |                           | Travailliste Co-op        | 9 346                     |
| Wentworth and Dearne                    | John Healey           |                       | Travailliste          | Circonscription supprimée | Circonscription supprimée | Circonscription supprimée | Circonscription supprimée |
| Wetherby and Easingwold                 | Circonscription créée | Circonscription créée | Circonscription créée | Alec Shelbrooke           |                           | Conservateur              | 4 846                     |
| York Central                            | Rachael Maskell       |                       | Travailliste Co-op    | Rachael Maskell           |                           | Travailliste Co-op        | 19 154                    |
| York Outer                              | Julian Sturdy         |                       | Conservateur          | Luke Charters             |                           | Travailliste              | 9 391                     |

## Changement de parti
| Circonscription                   | Nom                 | Parti | Parti        | Date              | Parti | Parti                 |
| --------------------------------- | ------------------- | ----- | ------------ | ----------------- | ----- | --------------------- |
| Poplar and Limehouse              | Apsana Begum        |       | Travailliste | 23 juillet 2024   |       | Indépendant           |
| Bradford East                     | Imran Hussain       |       | Travailliste | 23 juillet 2024   |       | Indépendant           |
| Salford                           | Rebecca Long Bailey |       | Travailliste | 23 juillet 2024   |       | Indépendant           |
| Liverpool West Derby              | Ian Byrne           |       | Travailliste | 23 juillet 2024   |       | Indépendant           |
| Leeds East                        | Richard Burgon      |       | Travailliste | 23 juillet 2024   |       | Indépendant           |
| Coventry South                    | Zarah Sultana       |       | Travailliste | 23 juillet 2024   |       | Indépendant           |
| Hayes and Harlington              | John McDonnell      |       | Travailliste | 23 juillet 2024   |       | Indépendant           |
| Leicester South                   | Shockat Adam        |       | Indépendant  | 2 septembre 2024  |       | Alliance indépendante |
| Islington North                   | Jeremy Corbyn       |       | Indépendant  | 2 septembre 2024  |       | Alliance indépendante |
| Blackburn                         | Adnan Hussain       |       | Indépendant  | 2 septembre 2024  |       | Alliance indépendante |
| Birmingham Perry Barr             | Ayoub Khan          |       | Indépendant  | 2 septembre 2024  |       | Alliance indépendante |
| Dewsbury and Batley               | Iqbal Mohamed       |       | Indépendant  | 2 septembre 2024  |       | Alliance indépendante |
| Canterbury                        | Rosie Duffield      |       | Travailliste | 28 septembre 2024 |       | Indépendant           |
| Runcorn and Helsby                | Mike Amesbury       |       | Travailliste | 27 octobre 2024   |       | Indépendant           |
| Leeds East                        | Richard Burgon      |       | Indépendant  | 5 février 2025    |       | Travailliste          |
| Liverpool West Derby              | Ian Byrne           |       | Indépendant  | 5 février 2025    |       | Travailliste          |
| Bradford East                     | Imran Hussain       |       | Indépendant  | 5 février 2025    |       | Travailliste          |
| Salford                           | Rebecca Long Bailey |       | Indépendant  | 5 février 2025    |       | Travailliste          |
| Gorton and Denton                 | Andrew Gwynne       |       | Travailliste | 8 février 2025    |       | Indépendant           |
| Burnley                           | Oliver Ryan         |       | Travailliste | 10 février 2025   |       | Indépendant           |
| Great Yarmouth                    | Rupert Lowe         |       | Reform UK    | 7 mars 2025       |       | Indépendant           |
| North East Somerset and Hanham    | Dan Norris          |       | Travailliste | 4 avril 2025      |       | Indépendant           |
| Central Suffolk and North Ipswich | Patrick Spencer     |       | Conservateur | 13 mai 2025       |       | Indépendant           |
| South Basildon and East Thurrock  | James McMurdock     |       | Reform UK    | 5 juillet 2025    |       | Indépendant           |
| Poole                             | Neil Duncan-Jordan  |       | Travailliste | 16 juillet 2025   |       | Indépendant           |
| North East Hertfordshire          | Chris Hinchliff     |       | Travailliste | 16 juillet 2025   |       | Indépendant           |
| Alloa and Grangemouth             | Brian Leishman      |       | Travailliste | 16 juillet 2025   |       | Indépendant           |
| York Central                      | Rachael Maskell     |       | Travailliste | 16 juillet 2025   |       | Indépendant           |
| Hackney North and Stoke Newington | Diane Abbott        |       | Travailliste | 17 juillet 2025   |       | Indépendant           |
| Coventry South                    | Zarah Sultana       |       | Indépendant  | 24 juillet 2025   |       | Alliance indépendante |

## Partielles
| Circonscription    | Sortant       | Parti | Parti       | Date         | Cause     | Élu          | Parti | Parti     |
| ------------------ | ------------- | ----- | ----------- | ------------ | --------- | ------------ | ----- | --------- |
| Runcorn and Helsby | Mike Amesbury |       | Indépendant | 1er mai 2025 | Démission | Sarah Pochin |       | Reform UK |